# Парламентські вибори в Україні 2012
Вибори до Верховної Ради України, згідно з чинним законодавством, проходять 28 жовтня 2012 року на основі Закону України «Про вибори народних депутатів України» від 17 листопада 2011 року.
Цим законом встановлено п'ятивідсотковий прохідний бар'єр і змішану систему: 225 депутатів обираються в загальнодержавному багатомандатному окрузі за виборчими списками від політичних партій, а інші 225 — за мажоритарною системою в одномандатних округах. Участь у виборах беруть тільки політичні партії; участь блоків, які складаються з партій, не передбачено. Офіційна виборча кампанія розпочалася 30 липня 2012 року.

## Україна з часу від виборів до Верховної Ради 2007 року

### Політико-правові зміни
З часу від виборів до Верховної Ради (ВР) 2007 року, в Україні відбулася низка змін, зокрема у 2010 році було обрано нового президента Віктора Федоровича Януковича.
Після чого, рішенням Конституційного Суду про скасування поправок до Конституції від 8 грудня 2004 року, відомих як «політреформа» Україна знову була перетворена на президентсько-парламентську республіку, через що Верховна Рада втратила велику частку повноважень. На думку експертів, президент отримав майже необмежену владу.
Після чого Печерським районним судом м. Києва була засуджена за підписання газових контрактів, а потім і ув'язнена лідерка опозиції, найпопулярніший, згідно з соціологічними опитуваннями на грудень 2011, політик України.
За час від останніх виборів до ВР Україна за рейтингом демократії, який щорічно оприлюднює «Економіст», впала з 53 місця («неповна демократія») до 79 («гібридний режим») (див. Індекс демократії), а в рейтингу «Індекс свободи слова», який оприлюднює міжнародна організація «Репортери без кордонів», Україна тільки за 2010 рік опустилась на 42 позиції й посіла 131 місце між Іраком (130) та Ізраїльськими територіями (132), чимало світових лідерів висловили занепокоєння поновленням авторитаризму в Україні, зокрема в тому що необмежена влада Президента може вплинути на демократичність виборів до ВР 2012 року.
22 січня 2012 року, в день Соборності опозиційні лідери підписали угоду про спільні дії. Документ було підписано на Софійській площі в Києві. Угоду підписали усі члени Комітету опору диктатурі, а також лідер партії «УДАР» Віталій Кличко із застереженням.
В лютому, в Україні розігрався гучний скандал. В середу 8 лютого 2012 Депутат фракції «БЮТ-Батьківщина» Роман Забзалюк оприлюднив аудіозаписи з уривками своєї розмови з лідером депутатської групи «Реформи заради майбутнього» Ігорем Рибаковим. На них останній пропонує БЮТівцю гроші за вихід з опозиції. Інтернет ресурс «Українська правда» оприлюднив деякі аудіо-файли. Зокрема ті, де голос схожий на голос Рибакова розповідає, як влада планує використовувати адмінресурс.
27 лютого 2012 року, після тривалого перебування у СІЗО засуджений лідер опозиційної партії «Народна Самооборона», колишній Міністр внутрішніх справ Луценко Юрій Віталійович. Термін покарання — чотири роки позбавлення волі з конфіскацією майна, з позбавленням права обіймати посади, які пов'язані з виконанням організаційно-розпорядчих або адміністративно-господарських обов'язків на строк до трьох років; крім того, Юрія Луценка позбавлено 1 рангу державного службовця.
4 березня 2012 — у газеті The New York Times міністри закордонних справ Чехії, Польщі, Німеччини, Швеції, Великої Британії у статті «Сповзання України» висловили «занепокоєння з приводу стану демократії в Україні» та щодо питання парламентських виборів в Україні.
13 березня 2012 року, всі 24 члени Вченої ради Інституту соціології НАН України були викликані на допит до Служби безпеки України.
Офіційна причина визову на допит, як повідомили в СБУ, керівні вчені інституту як свідки у справі розтрати 920 тисяч гривень Центром адаптації державної служби та дочірнім підприємством Інституту соціології — «Центром соціальних експертиз».

Завідувач відділу теорії та методології Інституту економіки НАН України, головний науковий співробітник Науково-дослідного фінансового інституту при Міністерстві фінансів України Володимир Черняк так прокоментував цю подію:
Очевидно, що виклик провідних соціологів до СБУ був актом залякування. Напередодні виборів об'єктивна і не об'єктивна соціологія стає політичною зброєю. Партія регіонів має низький рейтинг і соціологи подають правдиву інформацію. Безперечно, їх хотіли залякати, щоб вони цього не робили…
Наступного дня інша соціологічна організація України Київський міжнародний інститут соціології КМІС — оприлюднив чергове своє опитування [Архівовано 6 березня 2016 у Wayback Machine.], яке відрізнялось від попереднього [Архівовано 29 листопада 2014 у Wayback Machine.] проведеного в цей же самий час.
17 березня 2012 з'їзд партії «Сильна Україна» ухвалив рішення про ліквідацію партії. Делегати з'їзду підтримали пропозиції лідера партії Сергія Тігіпка об'єднати реформаторські зусилля з Партією регіонів.

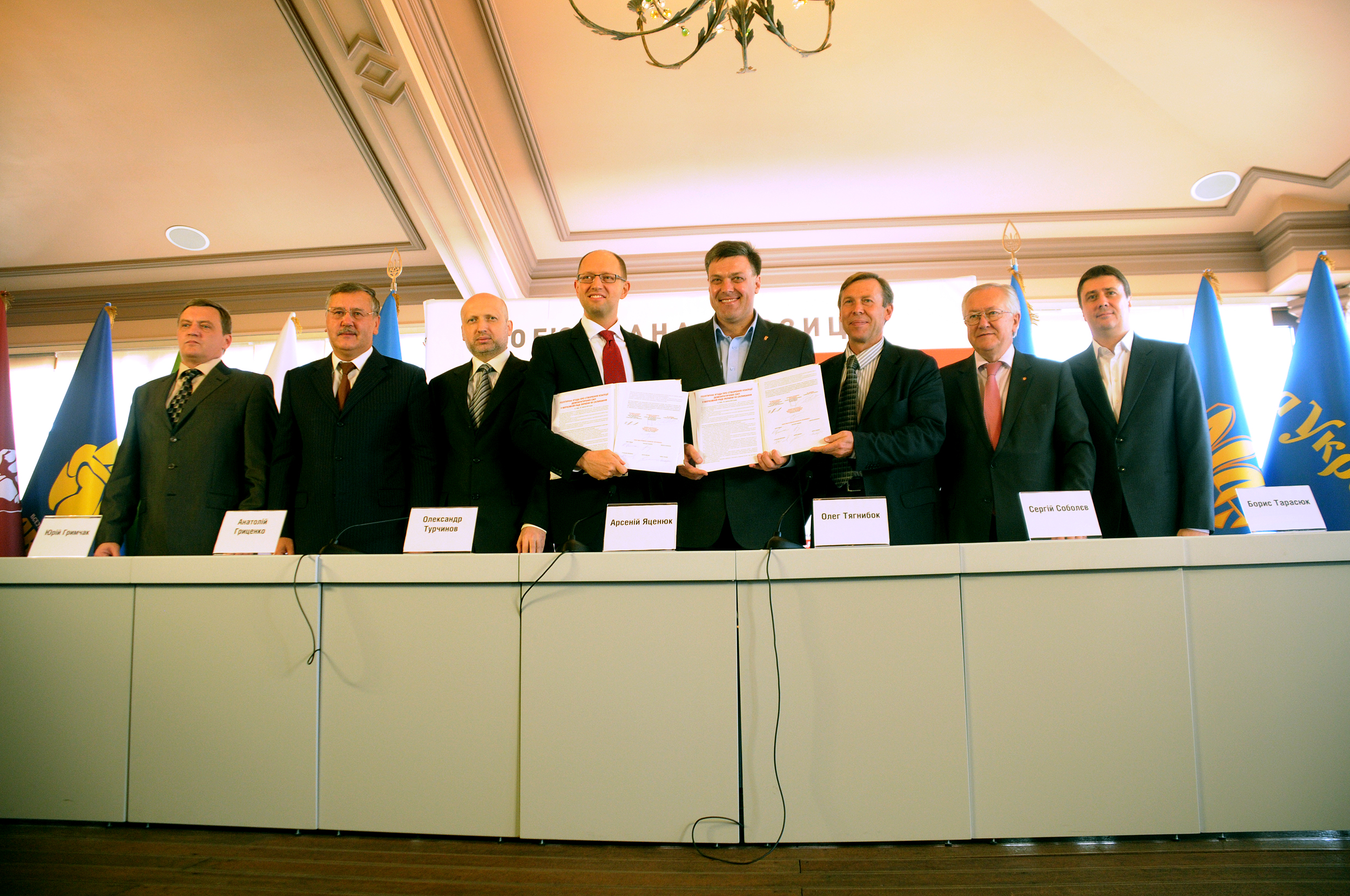
Підписання угоди про коаліцію опозиційних партій напередодні виборів

11 квітня 2012 року фонд «Демократичні ініціативи» оприлюднив прес-реліз з даними про стан громадської думки населення України напередодні виборів:
- У суспільстві ще до початку виборчої кампанії панує надзвичайно високий рівень недовіри до чесності прийдешніх виборів: 37% населення припускає, що результати можуть бути перекручені і ще 24% впевнені, що результати будуть перекручені.
- Серед виборців немає спільної думки щодо найкращого варіанту об'єднання опозиції: 45% опитаних це байдуже, 22% вважають, щоб усі опозиційні сили йшли разом — («Батьківщина», «Фронт змін», «УДАР», «Свобода» та інші), 8% підтримують варіант об'єднання лише «Батьківщини» і «Свободи», а на думку 11%, краще усім опозиційним силам, здатним здолати 5%-й бар'єр, іти окремо і вже потім об'єднатися.
- Однозначно засуджують голосування за гроші 56% громадян, ще 27% ставляться до цього негативно, але «з розумінням», а 11% ставляться до продажу свого голосу цілком позитивно. Проте 73% не продаватимуть свій голос в принципі, ні за яку ціну, 2%, навпаки — готові продати за будь-яку ціну.
- Найкориснішою на наступних парламентських виборах громадяни вважають діяльність західних спостерігачів (40%), за оцінкою ефективності йдуть українські спостерігачі від громадських організацій (35%), українські спостерігачі від партій та кандидатів (34%), міжнародні спостерігачі від країн СНД (20%).

23 квітня 2012 року лідери «Батьківщини» Юлія Тимошенко і «Фронту змін» Арсеній Яценюк заявили про формування спільного списку на парламентських виборах.

### Зміни до виборчого законодавства
З ініціативи провладної фракції Партії Регіонів було змінено виборче законодавство за рік до виборів. Зокрема в новому законі заборонено брати участь у виборах політичним блокам, що на думку експертів, зроблено для того, щоб не дати об'єднатися розрізненій опозиції («Батьківщина», «Фронт Змін», «НУНС», ВО «Свобода», «Громадська Позиція», «УДАР»).
Було підвищено прохідний бар'єр з 3% до 5%, що на думку експертів зроблено для недопущення в Парламент багатьох розрізнених опозиційних партій.
Закон проголосований також частиною опозиції, що викликало черговий конфлікт у її рядах. Зокрема лідер ВО «Свобода» Олег Тягнибок заявив, що в знак протесту його партія залишить «Комітет опору диктатурі», також із незгодою його прийняття виступили Анатолій Гриценко, «Наша Україна», «УДАР» Віталія Кличка.
Проти даного закону виступила лідер «Батьківщини» Юлія Тимошенко. Натомість Президент України, який підписав даний закон, запевнив, що вибори будуть чесними і демократичними.
Новий закон майже подібний до закону, за яким проводились вибори до ВР у 2002, який, на думку політологів та експертів, дасть змогу Партії Регіонів повторити результат колись провладного блоку «ЗАєдУ» («За єдину Україну») на парламентських виборах 2002, який, маючи до виборів рейтинг 6%, отримавши на виборах 11%, зумів сформувати більшість у Верховній Раді 2002 року.

### Мотивування змін
Ці зміни в законодавстві були викликані швидко падаючою популярністю Партії Регіонів, яка з 2007 до 2011 втратила більше двох третин своїх прихильників, що за проведення виборів за минулим законом означало б втрату контролю над ВР з боку пропрезидентської Партії Регіонів.
Падіння рівня підтримки провладної Партії Регіонів пояснюється непопулярними рішеннями, які були неоднозначно сприйняті тією чи іншою частиною українського суспільства, прийняттям пенсійної та податкової реформ, можливим прийняттям так званої «Земельної реформи» яка має перетворити українську землю на товар, скасуванням пільг «чорнобильцям» та «афганцям», співпраця Президента тільки з однією релігійною конфесією — з однієї сторони, відмовою від вступу в Митний союз Білорусі, Казахстану і Росії, що було сприйнято як зрада зі сторони виборців росіян, які населяють частину Півдня і Сходу України — з іншої сторони.

### Зміни правил голосування за відкріпними талонами
Після ухвалення нового Закону «Про вибори народних депутатів» Центральна виборча комісія України 22 вересня 2012 року ухвалила рішення про можливість зміни місця голосування лише в межах виборчого округу.

### Створення одномандатних виборчих округів
Центральна виборча комісія України постановою № 82 «Про утворення одномандатних виборчих округів на постійній основі у межах Автономної Республіки Крим, областей, міст Києва та Севастополя» від 28 квітня 2012 утворила 225 виборчих округів, середня кількість виборців в одному окрузі, виходячи з даних державного реєстру, становить 161 140 осіб, допустиме відхилення від цієї чисельності — 12%. В Південно-Східних областях є 106 мандатів, а в Центрально-Західних областях 119 мандатів..

## Соціологічні опитування

### Список останніх опитувань громадської думки
За вимогами українського законодавства від четверга 18 жовтня заборонялося публікування передвиборних соціологічних опитувань.
| Опитування | Дата                      | Партія Регіонів | Батьківщина | УДАР | КПУ  | Свобода | Україна — Вперед! | Народна партія | Наша Україна | Фронт Змін | Громадянська позиція | Сильна Україна | Не визначились |
| --- | ------------------------- | --------------- | ----------- | ---- | ---- | ------- | ----------------- | -------------- | ------------ | ---------- | -------------------- | -------------- | -------------- |
| Социс [Архівовано 3 лютого 2019 у Wayback Machine.]                                                                      | 09.10-15.10               | 31,8            | 22,1        | 19,5 | 12,9 | 6,5     | 2,9               | N\A            | 1,5          | N\A        | N\A                  | N\A            | N\A            |
| Research & Branding Group                                                                                                | 27.09-09.10               | 27,8            | 19,4        | 16,6 | 11,2 | 4,7     | 2,8               | N\A            | 1,7          | N\A        | N\A                  | N\A            | 12,0           |
| Всеукраїнська соціологічна служба [неавторитетне джерело]                                                                | 05.10-07.10               | 20,7            | 16,9        | 14,4 | 10,1 | 5,3     | 5,1               | N\A            | 4,7          | N\A        | N\A                  | N\A            | 5,8            |
| Право народа [неавторитетне джерело]                                                                                     | 27.09-07.10               | 23,4            | 14,8        | 15,2 | 12,1 | 5,0     | 6,3               | N\A            | 1,7          | N\A        | N\A                  | N\A            | 14,6           |
| «ФОМ-Украина» | 26.09-06.10               | 19,7            | 11,1        | 16,1 | 7,9  | 3,2     | 3,1               | N\A            | N\A          | N\A        | N\A                  | N\A            | N\A            |
| АПК «Перспектива» [Архівовано 15 жовтня 2012 у Wayback Machine.] [неавторитетне джерело]                                 | 27.09-05.10               | 27,2            | 22,3        | 16,4 | 7,7  | 5,3     | N\A               | N\A            | 5,2          | N\A        | N\A                  | N\A            | N\A            |
| Рейтинг [Архівовано 13 жовтня 2012 у Wayback Machine.]                                                                   | 25.09-05.10               | 23,0            | 16,5        | 17,9 | 12,8 | 6,0     | 3,1               | N\A            | 1,0          | N\A        | N\A                  | N\A            | 17,2           |
| КМІС [Архівовано 15 липня 2014 у Wayback Machine.]                                                                       | 18.09-04.10               | 30,7            | 19,8        | 21,5 | 13,3 | 6,7     | 2,6               | N\A            | 1,3          | N\A        | N\A                  | N\A            | N\A            |
| КМІС [Архівовано 15 жовтня 2012 у Wayback Machine.]                                                                      | 21.09-03.10               | 33,3            | 20,5        | 19,1 | 12,9 | 7,8     | 2,3               | N\A            | 1,5          | N\A        | N\A                  | N\A            | N\A            |
| Дем. ініціативи | 18.09-04.10               | 23,3            | 15,1        | 16,0 | 10,1 | 5,1     | 2,1               | N\A            | 1,3          | N\A        | N\A                  | N\A            | 24,0           |
| ЦСД Софія | 23.09-01.10               | 29,5            | 17,2        | 18,0 | 9,0  | 5,9     | 4,6               | N\A            | N\A          | N\A        | N\A                  | N\A            | 11,6           |
| Всеукраїнська соціологічна служба [Архівовано 8 жовтня 2012 у Wayback Machine.] [неавторитетне джерело]                  | 28.09-30.09               | 20,3            | 16,6        | 14,2 | 10,0 | 4,7     | 5,1               | N\A            | 3,8          | N\A        | N\A                  | N\A            | N\A            |
| GfK NOP Ltd [Архівовано 21 грудня 2018 у Wayback Machine.]                                                               | 12.09-27.09               | 25              | 15          | 17   | 9    | 3       | 3                 | N\A            | N\A          | N\A        | N\A                  | N\A            | 13             |
| «Перспектива» [Архівовано 6 жовтня 2012 у Wayback Machine.] [неавторитетне джерело]                                      | 06.09-26.09               | 26,4            | 21,6        | 15,9 | 8,5  | 5,4     | 3,2               | N\A            | 4,1          | N\A        | N\A                  | N\A            | N\A            |
| Інститут соціологічних та маркетингових досліджень [Архівовано 7 жовтня 2012 у Wayback Machine.] [неавторитетне джерело] | 06.09-26.09               | 23,8            | 16,2        | 15,0 | 11,1 | 4,7     | 5,8               | N\A            | 4,5          | N\A        | N\A                  | N\A            | 18,9           |
| КМІС (на замовлення AlphaVu)                                                                                             | 01.09-18.09               | 22              | 13          | 14   | 9    | 4       | 3                 | N\A            | N\A          | N\A        | N\A                  | N\A            | N\A            |
| Социс [Архівовано 23 вересня 2012 у Wayback Machine.]                                                                    | 07.09-17.09               | 21,2            | 17,2        | 12,7 | 9,4  | 3,4     | 3,2               | N\A            | N\A          | N\A        | N\A                  | N\A            | 15,0           |
| DEFgroup [Архівовано 14 липня 2014 у Wayback Machine.] [неавторитетне джерело]                                           | 05.09-15.09               | 27,5            | 21,5        | 12,0 | 10,2 | 5,1     | 4,3               | N\A            | 3,6          | N\A        | N\A                  | N\A            | 15,0           |
| PolitLab [Архівовано 27 вересня 2012 у Wayback Machine.] [неавторитетне джерело]                                         | 06.09-13.09               | 26,7            | 15,0        | 11,1 | 11,4 | 3,2     | 6,9               | 0,9            | 1,3          | N\A        | N\A                  | N\A            | 16,4           |
| Інститут досліджень регіонального розвитку України [неавторитетне джерело]                                               | 01.09-10.09               | 23,8            | 14,6        | 15,7 | 9,5  | 4,3     | 6,5               | 0,9            | 1,3          | N\A        | N\A                  | N\A            | 18,7           |
| Рейтинг [Архівовано 20 вересня 2012 у Wayback Machine.][49]                                                              | 11.09.2012                | 26,3            | 22,6        | 12,0 | 10,8 | 4,1     | 3,7               | N\A            | 1,1          | N\A        | N\A                  | N\A            | 16,6           |
| Research & Branding Group [Архівовано 11 вересня 2012 у Wayback Machine.]                                                | 23.08-05.09               | 27,0            | 20,4        | 13,4 | 10,9 | 4,5     | 3,7               | N\A            | N\A          | N\A        | N\A                  | N\A            | N\A            |
| GFK [Архівовано 15 вересня 2012 у Wayback Machine.]                                                                      | 20.08-01.09               | 24,0            | 17,0        | 12,0 | 8,0  | 3,0     | N\A               | N\A            | N\A          | N\A        | N\A                  | N\A            | 24             |
| Рейтинг, Центр Разумкова, Социс, GFK Ukraine [Архівовано 21 грудня 2018 у Wayback Machine.]                              | 17 серпня 2012            | 24,6            | 26,2        | 11,8 | 9,4  | 4,2     | 4,3               | 1,3            | 0,8          | N\A        | N\A                  | N\A            | 15,4           |
| Центр Разумкова [Архівовано 11 вересня 2012 у Wayback Machine.][49]                                                      | 15 серпня 2012            | 25,9            | 23,2        | 11,1 | 7,6  | 3,6     | 3,9               | N\A            | 0,7          | N\A        | N\A                  | N\A            | 19,9           |
| Рейтинг [Архівовано 2 серпня 2012 у Wayback Machine.]                                                                    | Липень 2012               | 20,3            | 25,5        | 10,6 | 9,8  | 4,4     | 4,4               | 1,2            | 1,0          | N\A        | N\A                  | N\A            | 18,5           |
| GFK Ukraine[недоступне посилання]                                                                                        | 2 — 20 червня 2012        | 19,4            | 19,3        | 12,4 | 4,7  | N\A     | N\A               | N\A            | N\A          | N\A        | N\A                  | N\A            | 35             |
| КМІС[недоступне посилання][недоступне посилання з липня 2019]                                                            | 8 — 17 червня 2012        | 29,1            | 26,2        | 14,5 | 10,6 | 5,6     | 5,9               | 1,9            | 1,3          | N\A        | 2,4                  | N\A            | N\A            |
| КМІС[недоступне посилання][недоступне посилання з червня 2019]                                                           | 23 травня — 1 червня 2012 | 27,7            | 26,3        | 15,5 | 5,4  | 5,1     | 4,8               | 2,3            | 0,7          | N\A        | 1,9                  | N\A            | N\A            |
| КМІС[недоступне посилання][недоступне посилання з липня 2019]                                                            | 14 — 26 квітня, 2012      | 28,2            | 28,6        | 10,6 | 8,5  | 5,1     | 4,1               | 2,2            | 1,6          | N\A        | 3,1                  | N\A            | N\A            |
| КМІС[недоступне посилання][недоступне посилання з червня 2019]                                                           | 12 — 24 квітня, 2012      | 31,3            | 17,7        | 11,0 | 9,4  | 5,0     | 4,6               | 2,0            | 1,1          | 11,9       | 1,9                  | N\A            | N\A            |
| Центр Разумкова [Архівовано 31 липня 2012 у Wayback Machine.]                                                            | 14 — 19 квітня, 2012      | 23,3            | 26,8        | 10,1 | 7,3  | 5,7     | 5,4               | 1,6            | 0,6          | N\A        | 2,9                  | N\A            | N\A            |
| Рейтинг [Архівовано 5 квітня 2012 у Wayback Machine.]                                                                    | 15 — 26 березня, 2012     | 21,3            | 20,9        | 7,2  | 7,4  | 4,3     | 0,9               | 1,5            | 0,9          | 9,9        | 2,7                  | N\A            | 17,7           |
| Рейтинг [Архівовано 7 березня 2012 у Wayback Machine.]                                                                   | 10 — 24 лютого, 2012      | 18,2            | 19,6        | 6,5  | 7,0  | 4,3     | 0,6               | 1,6            | 0,7          | 2,9        | 2,1                  | 11,2           | 13,9           |
| КМІС[недоступне посилання][недоступне посилання з червня 2019]                                                           | 10 — 19 лютого, 2012      | 19,7            | 15,0        | 6,1  | 6,2  | 3,8     | 0,7               | 0,5            | 1,3          | 9,3        | 2,3                  | 3,4            | 26,7           |
| КМІС[недоступне посилання][недоступне посилання з червня 2019]                                                           | 10 — 19 лютого, 2012      | 26,3            | 22,3        | 7,3  | 9,0  | 5,5     | N\A               | N\A            | N\A          | 12,6       | 3,0                  | 5,8            | N\A            |
| Рейтинг [Архівовано 16 лютого 2012 у Wayback Machine.]                                                                   | Грудень, 2011             | 19,4            | 20,3        | 5,0  | 8,1  | 4,4     | N\A               | 1,2            | 1,0          | 11,3       | 2,3                  | N\A            | 14,0           |
| Центр Разумкова | Грудень, 2011             | 13,9            | 15,8        | 5,1  | 5,3  | 3,6     | N\A               | N\A            | N\A          | 9,6        | N\A                  | N\A            | 13,1           |
| КМІС [Архівовано 29 листопада 2014 у Wayback Machine.]                                                                   | 4 — 15 листопада, 2011    | 23,8            | 19,3        | 8,4  | 9,6  | 4,4     | N\A               | N\A            | N\A          | 13,4       | 2,1                  | 6,1            | N\A            |
| Парламентські вибори, 2007                                                                                               | 30 вересня, 2007          | 34,37           | 30,71       | N\A  | 5,39 | 0,76    | N\A               | 3,96           | 14,5         | N\A        | N\A                  | N\A            | N\A            |

### Партії
Партії, що мали шанси подолати 5% за даними опитувань громадської думки (дивіться вище)
| №    | Партія                          |
| ---- | ------------------------------- |
| № 1  | Українська платформа «Собор»    |
| № 2  | Соціалістична партія України    |
| № 3  | Комуністична партія України     |
| № 4  | Рідна Вітчизна                  |
| № 5  | Руський блок                    |
| № 6  | Україна — Вперед!               |
| № 7  | ВО «Громада»                    |
| № 8  | Українська національна асамблея |
| № 9  | Ліберальна партія України       |
| № 10 | Нова політика                   |
| № 11 | Свобода                         |
| № 12 | Зелена планета                  |
| № 13 | Партія Пенсіонерів України      |
| № 14 | Наша Україна                    |
| № 15 | Зелені                          |
| № 16 | Партія зелених України          |
| № 17 | УДАР                            |
| № 18 | Україна майбутнього             |
| № 19 | Батьківщина                     |
| № 20 | Партія регіонів                 |
| № 21 | Народно-трудовий союз України   |
| № 22 | Радикальна партія Олега Ляшка   |

## Результати

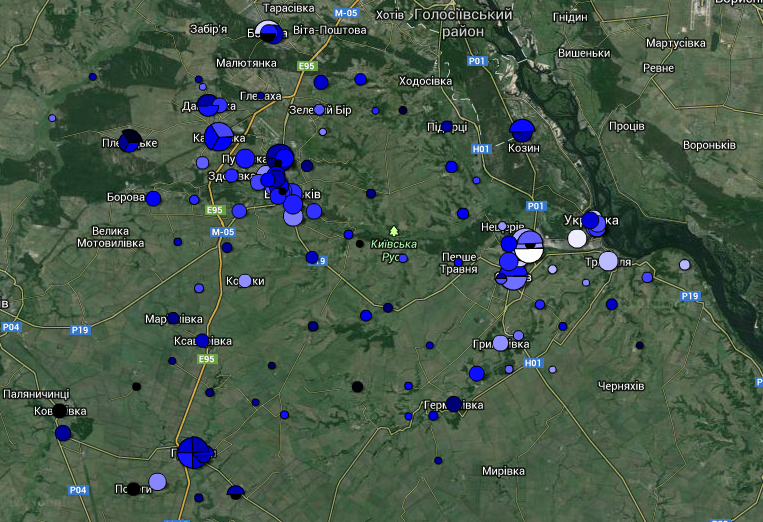
Офіційні результати повторних виборів 15 грудня 2013 р. по виборчих дільницях 94 округу. Сині дільниці — перемога Руслана Бадаєва

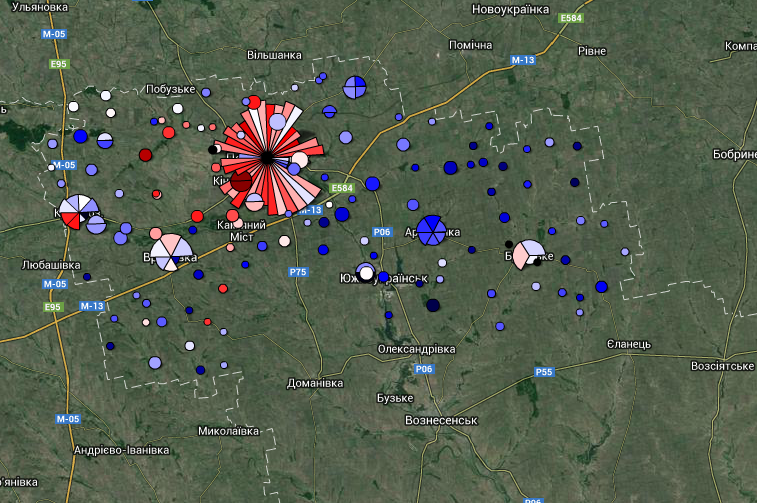
Офіційні результати повторних виборів 15 грудня 2013 р. по виборчих дільницях 132 округу. Сині дільниці — перемога Миколи Круглова, червоні дільниці — перемога Аркадія Корнацького

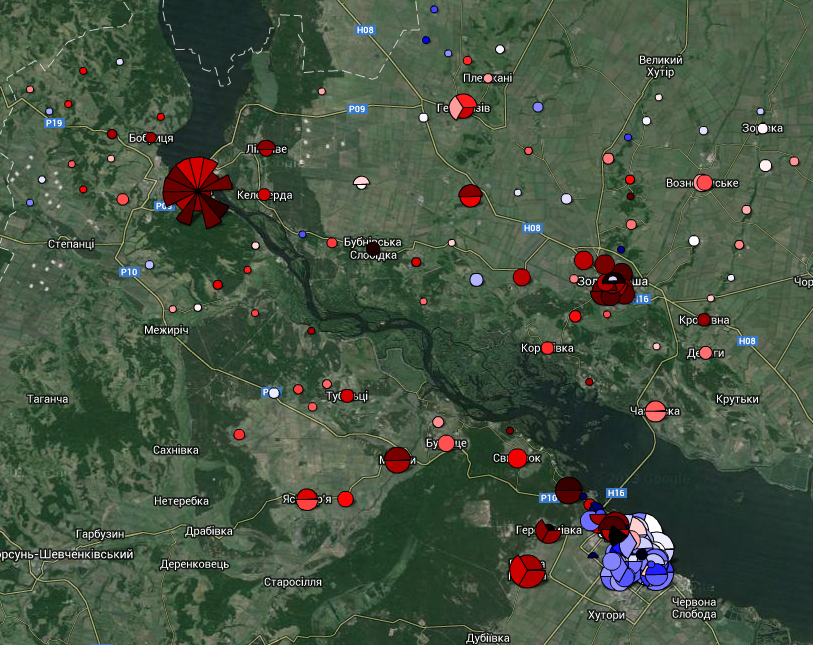
Офіційні результати повторних виборів 15 грудня 2013 р. по виборчих дільницях 194 (м. Черкаси) та 197 (м. Канів) округів. Сині дільниці — перемога Сергія Червонописького (ОВО № 197) та Михайла Поплавського (ОВО № 194), червоні дільниці — перемога кандидатів Леоніда Даценка (ОВО № 197) та Миколи Булатецького (ОВО № 194)

|                                                                                | Партія регіонів                                       | 6,116,815  | 30.00 | ▼ 4.37  | 72  | 113 | 185 / 450 | ▲ 10 |  |  |  |  |  |
|                                                                                | Батьківщина (включно з Об'єднаною опозицією)          | 5,208,390  | 25.55 | ▼ 5.17  | 62  | 39  | 101 / 450 | ▼ 55 |  |  |  |  |  |
|                                                                                | Український Демократичний Альянс за Реформи (УДАР)    | 2,847,878  | 13.97 | Нова    | 34  | 6   | 40 / 450  | Нова |  |  |  |  |  |
|                                                                                | Комуністична партія України                           | 2,687,246  | 13.18 | ▲ 7.79  | 32  | —   | 32 / 450  | ▲ 5  |  |  |  |  |  |
|                                                                                | Свобода                                               | 2,129,246  | 10.45 | ▲ 9.68  | 25  | 12  | 37 / 450  | ▲ 37 |  |  |  |  |  |
|                                                                                |                                                       |            |       |         |     |     |           |      |  |  |  |  |  |
|                                                                                | Україна — Вперед!                                     | 322,202    | 1.58  | Нова    | —   | —   | —         | Нова |  |  |  |  |  |
|                                                                                | Наша Україна                                          | 226,482    | 1.11  | ▼ 13.05 | —   | —   | —         | ▼ 72 |  |  |  |  |  |
|                                                                                | Радикальна партія Олега Ляшка                         | 221,136    | 1.08  | Нова    | —   | 1   | 1 / 450   | Нова |  |  |  |  |  |
|                                                                                | Партія пенсіонерів України                            | 114,198    | 0.56  | ▲ 0.41  | —   | —   | —         | ▬ 0  |  |  |  |  |  |
|                                                                                | Соціалістична партія України                          | 93,081     | 0.46  | ▼ 2.41  | —   | —   | —         | ▬ 0  |  |  |  |  |  |
|                                                                                | Партія зелених України                                | 70,316     | 0.35  | ▼ 0.06  | —   | —   | —         | ▬ 0  |  |  |  |  |  |
|                                                                                | Українська партія «Зелена планета»                    | 70,117     | 0.35  | —       | —   | —   | —         | ▬ 0  |  |  |  |  |  |
|                                                                                | Руський блок                                          | 63,530     | 0.31  | —       | —   | —   | —         | ▬ 0  |  |  |  |  |  |
|                                                                                | Зелені                                                | 51,386     | 0.25  | Нова    | —   | —   | —         | Нова |  |  |  |  |  |
|                                                                                | Україна майбутнього                                   | 38,544     | 0.19  | Нова    | —   | —   | —         | Нова |  |  |  |  |  |
|                                                                                | Рідна Вітчизна                                        | 32,724     | 0.16  | Нова    | —   | —   | —         | Нова |  |  |  |  |  |
|                                                                                | Народно-трудовий союз України                         | 22,854     | 0.11  | Нова    | —   | —   | —         | Нова |  |  |  |  |  |
|                                                                                | Нова політика                                         | 21,033     | 0.10  | —       | —   | —   | —         | ▬ 0  |  |  |  |  |  |
|                                                                                | Громада                                               | 17,678     | 0.08  | —       | —   | —   | —         | ▬ 0  |  |  |  |  |  |
|                                                                                | УНА-УНСО                                              | 16,937     | 0.08  | —       | —   | —   | —         | ▬ 0  |  |  |  |  |  |
|                                                                                | Ліберальна партія України                             | 15,566     | 0.07  | —       | —   | —   | —         | ▬ 0  |  |  |  |  |  |
|                                                                                | Єдиний центр                                          | —          | —     | —       | —   | 3   | 3 / 450   | Нова |  |  |  |  |  |
|                                                                                | Народна партія                                        | —          | —     | —       | —   | 2   | 2 / 450   | ▼ 18 |  |  |  |  |  |
|                                                                                | Союз                                                  | —          | —     | —       | —   | 1   | 1 / 450   | ▲ 1  |  |  |  |  |  |
|                                                                                | Самовисуванці                                         | —          | —     | —       | —   | 43  | 43 / 450  | ▲ 43 |  |  |  |  |  |
| Всього дійсних голосів                                                         | Всього дійсних голосів                                | 20,388,138 | 100   |         | 225 | 220 | 445       |      |  |  |  |  |  |
| Бюлетені, визнані недісними                                                    | Бюлетені, визнані недісними                           | 409,068    | 1.97  |         |     |     |           |      |  |  |  |  |  |
| Вакантні місця (округи із невстановленим результатом)                          | Вакантні місця (округи із невстановленим результатом) |            |       |         |     | 5   | 5 / 450   |      |  |  |  |  |  |
| Всього                                                                         | Всього                                                | 20,797,206 |       |         | 225 | 225 | 450       |      |  |  |  |  |  |
| Загальна кількість виборців / Явка                                             | Загальна кількість виборців / Явка                    | 36,213,010 | 57.43 |         |     |     |           |      |  |  |  |  |  |
| Джерело: Результати за партійними списками, Результати в одномандатних округах |                                                       |            |       |         |     |     |           |      |  |  |  |  |  |
| Примітки: 1. 2. 3. 4. 5. 6.                                                    |                                                       |            |       |         |     |     |           |      |  |  |  |  |  |

### Явка

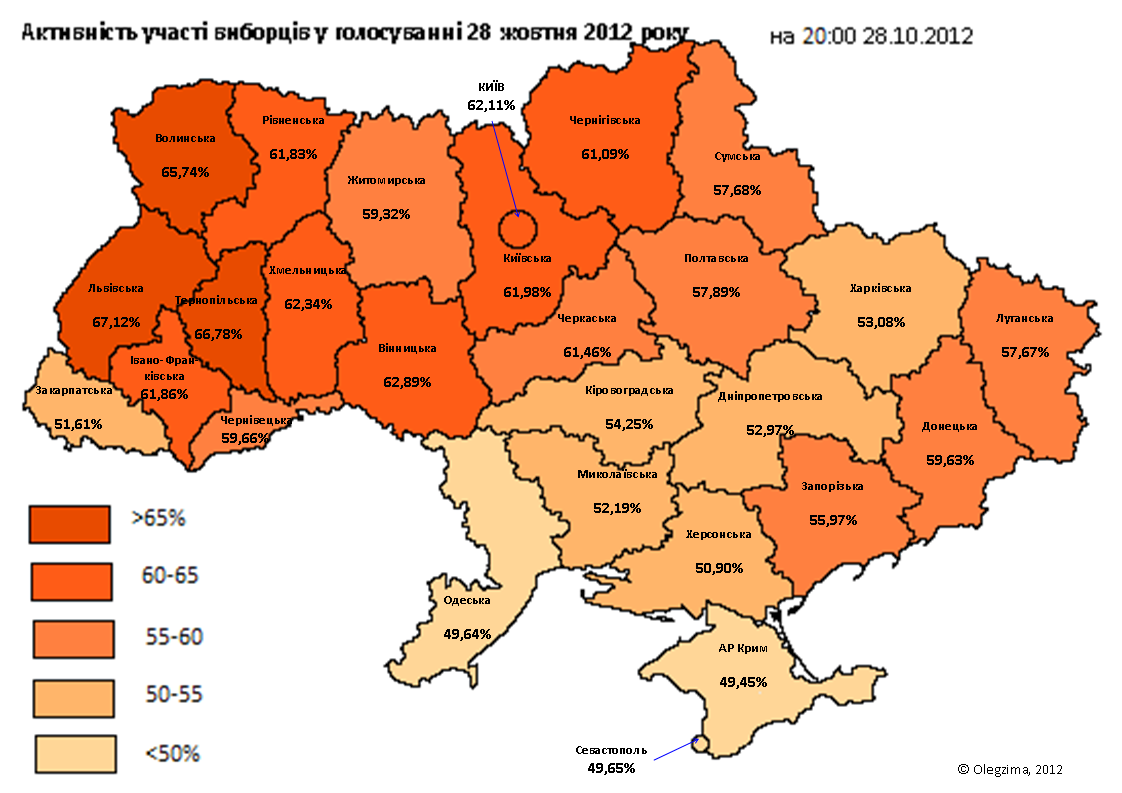
Явка виборців на 20:00 28 жовтня 2012 року за областями

За даними ЦВК, явка виборців на виборчі дільниці становила 57,98 %:
- найбільша явка була у Львівській області (67,12 %), Тернопільській області (66,78 %), Волинській області (65,74 %), Вінницькій області (62,89%), Хмельницькій області (62,34 %) та Києві (62,11 %).[57]
- найнижча активність виборців була у Криму (49,45%), Одеській області (49,64%), місті Севастополі (49,65%) (у кожному з регіонів не перевищивши 50 %), Херсонській області (50,90%) та Закарпатській області (51,61%)[58][59].

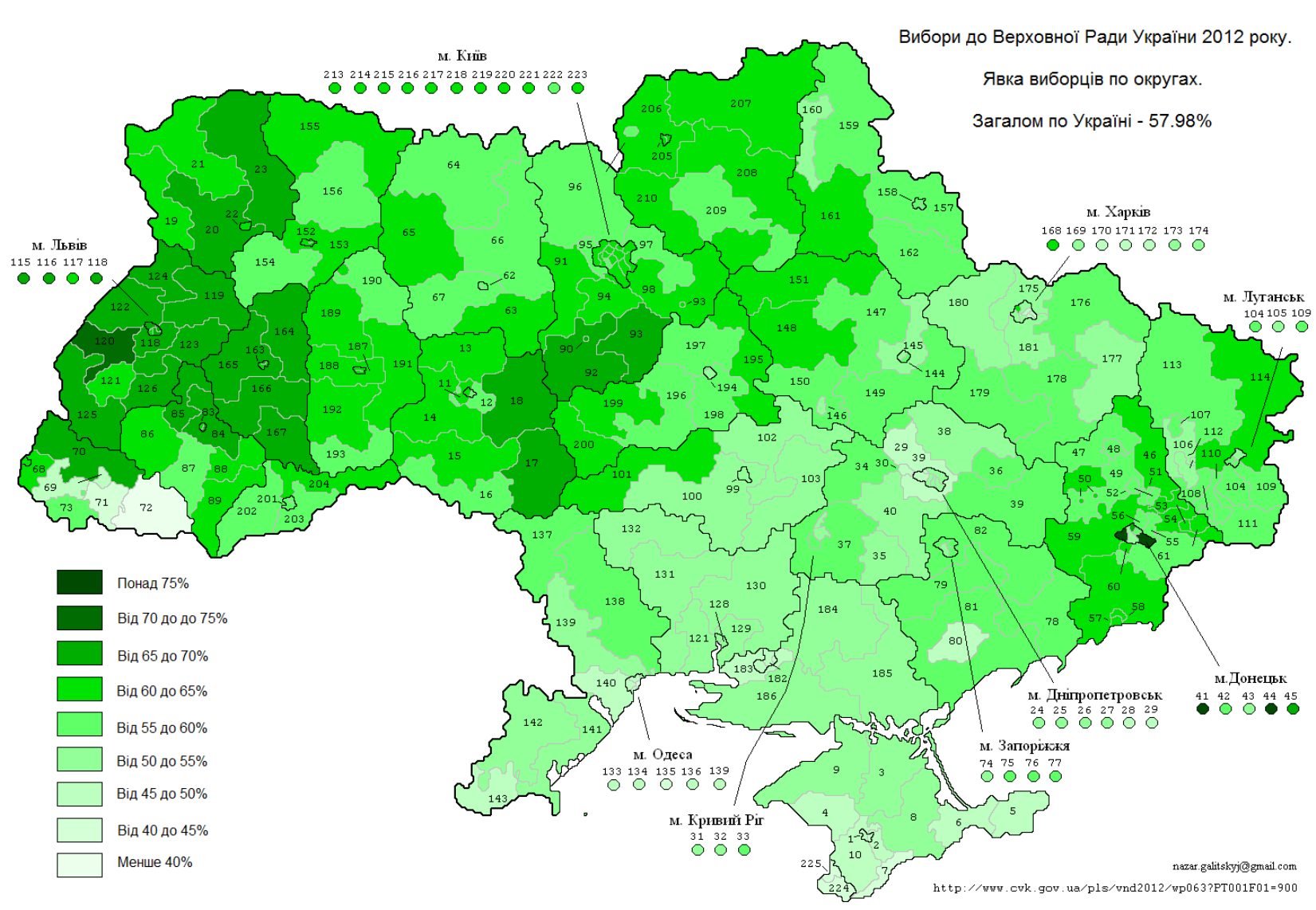
Явка виборців по округах. Остаточні дані

### Післявиборчі опитування
В день виборів соціологи провели 6 опитувань на виході з дільниць.
| Політична партія            | «Демініціатива», КМІС і Центр Разумкова | «TNS і SOCIS» | «Рейтинг» | «Research&Branding Group» | Соціальний моніторінг | «Савік Шустер Студія» |
| --------------------------- | --------------------------------------- | ------------- | --------- | ------------------------- | --------------------- | --------------------- |
| Партія регіонів             | 28,1%                                   | 30,48%        | 27,6%     | 31,6%                     | 32%                   | 30,48%                |
| ВО «Батьківщина»            | 24,7%                                   | 23,87%        | 23,4%     | 23,7%                     | 23,2%                 | 23,87%                |
| УДАР                        | 15,1%                                   | 14,67%        | 14,3%     | 13,2%                     | 14,4%                 | 14,67%                |
| ВО «Свобода»                | 12,3%                                   | 11,92%        | 12,5%     | 11%                       | 12,6%                 | 11,92%                |
| Комуністична партія України | 11,8%                                   | 12,07%        | 12,5%     | 13%                       | 11,5%                 | 12,07%                |

### Пропорційна частина виборів (партійна)

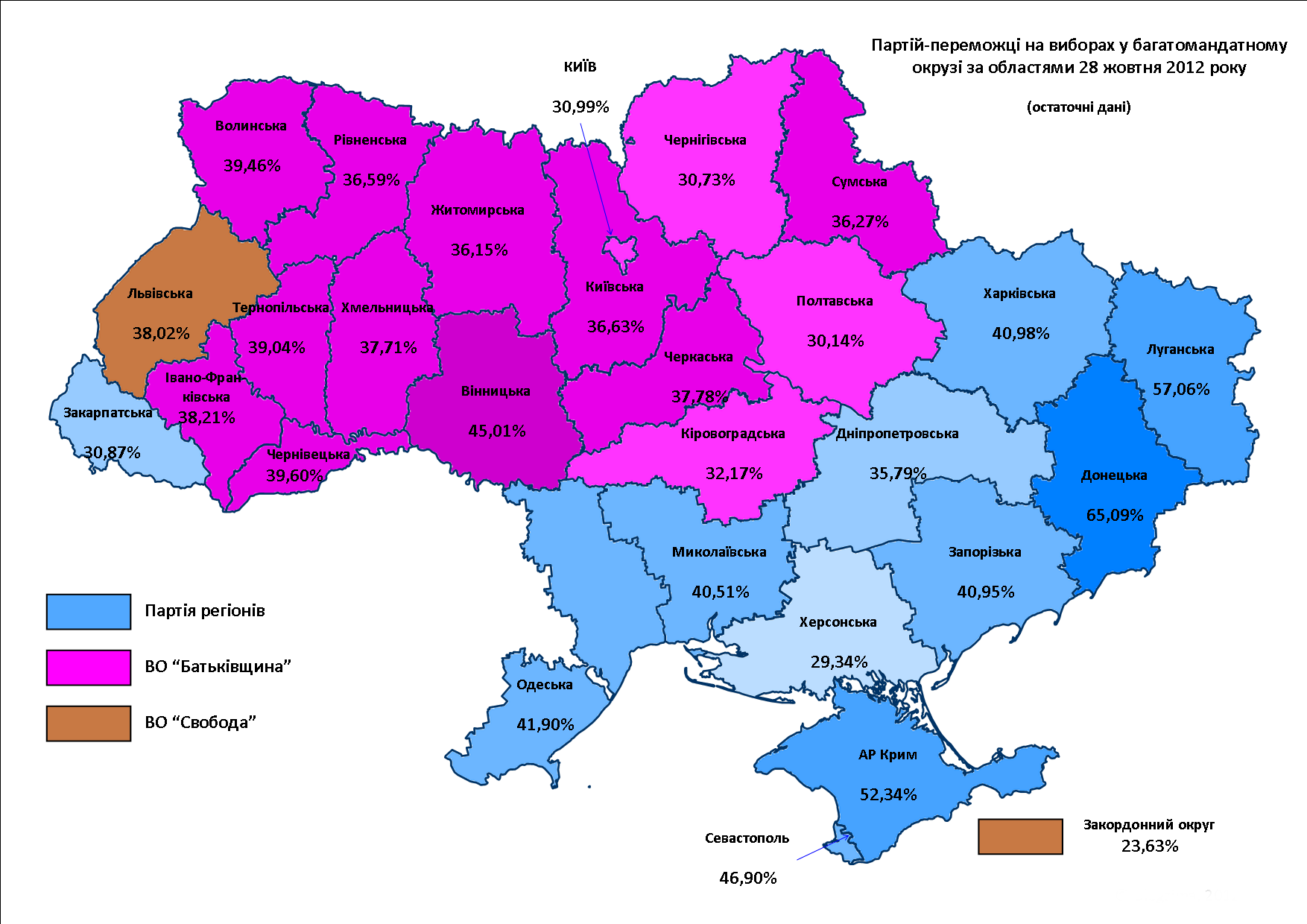
Лідери за областями в багатомандатному окрузі

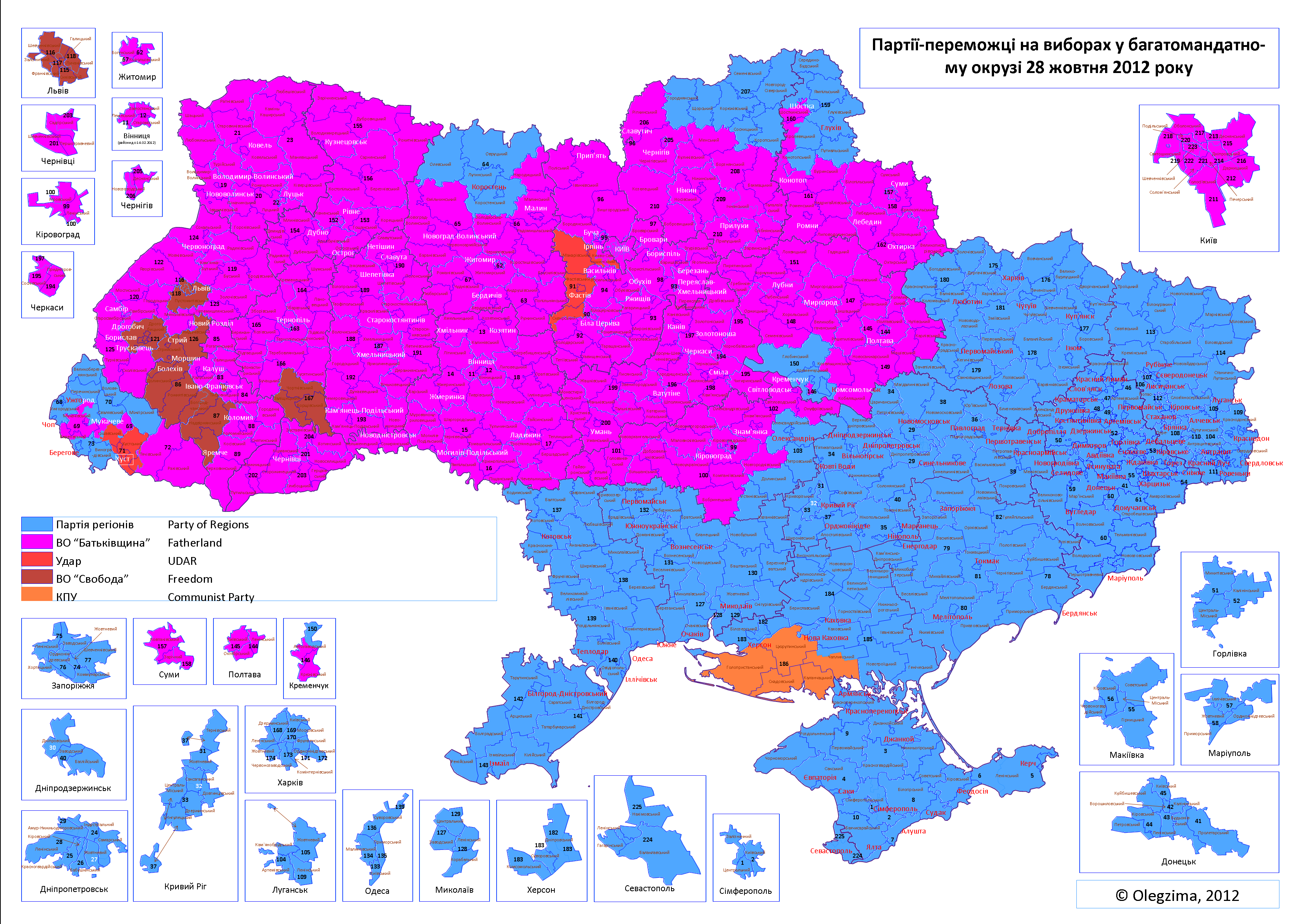
Лідери за округами в багатомандатному окрузі

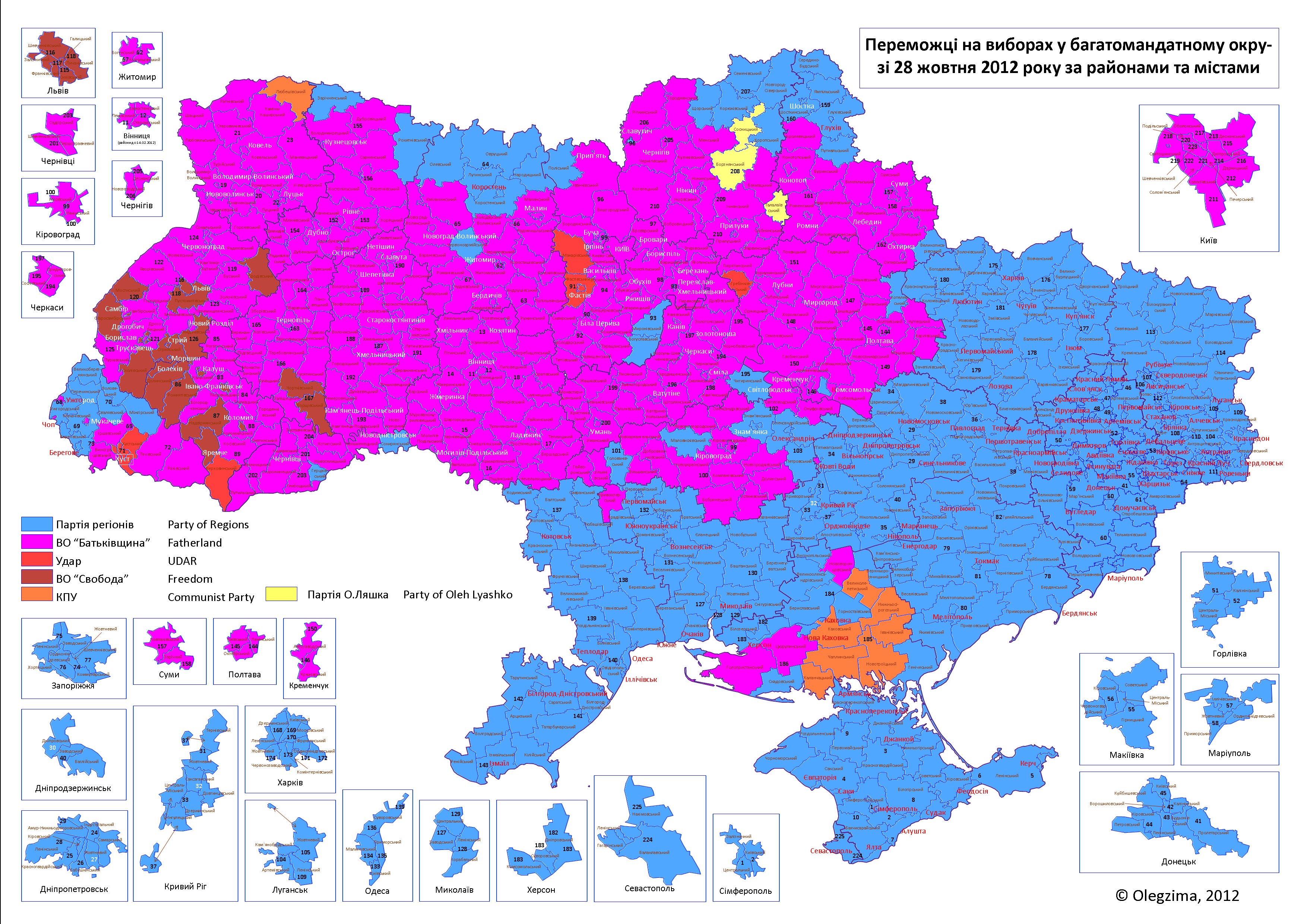
Лідери за районами та містами в багатомандатному окрузі

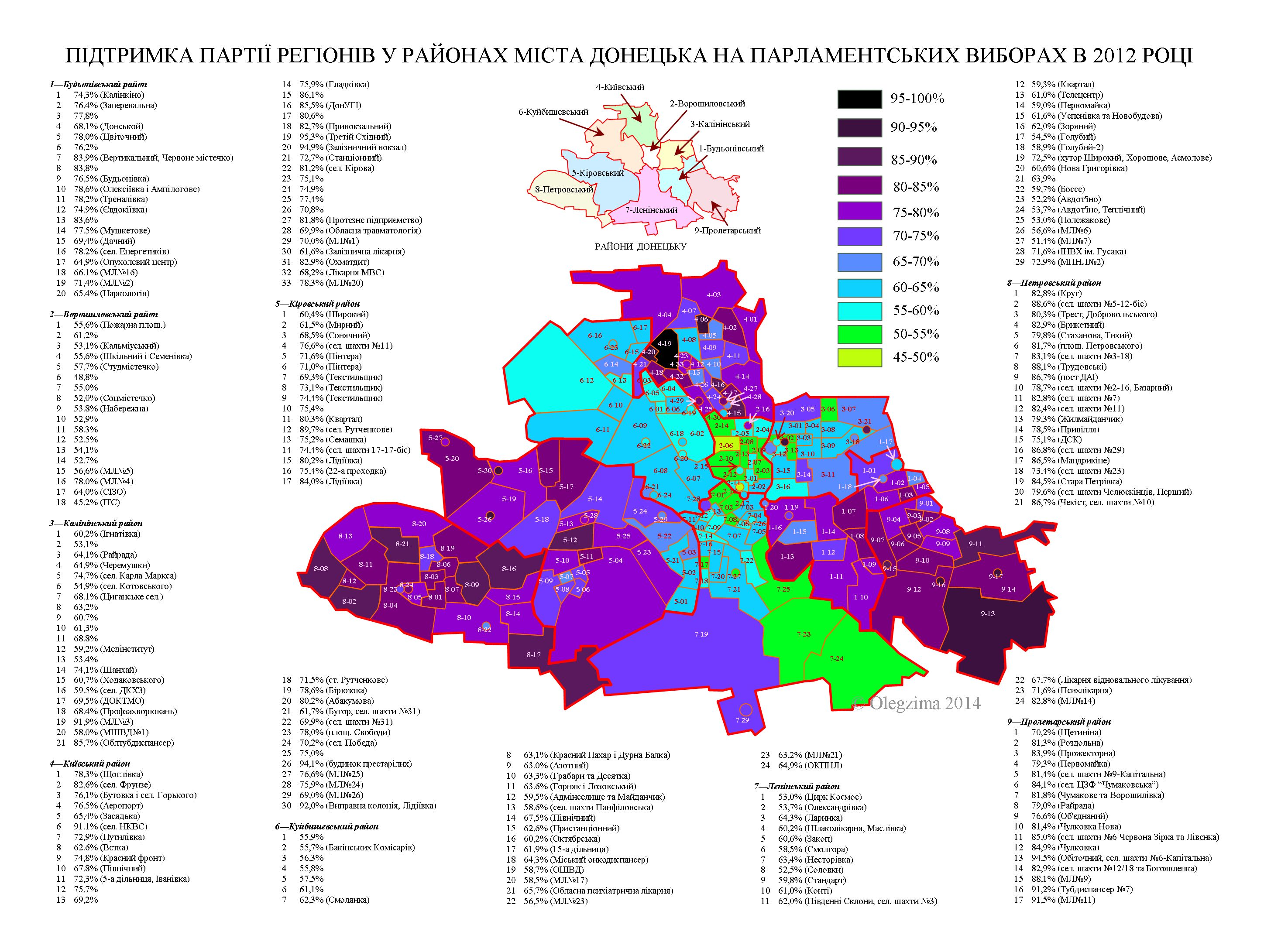
Підтримка Партії Регіонів у районах міста Донецьк на парламентських виборах в 2012 році

Із загальної кількості виборців, внесених до списків виборців 36 213 010 осіб у голосуванні взяли участь 20 797 206 осіб, серед яких 949 417 голосували не у приміщенні для голосування (на дому). 409 068 виборчих бюлетенів було визнано недійсними.
Результати партій, що пройшли до парламенту, за регіонами:
| Регіон             | Партія Регіонів | ВО «Батьківщина» | Партія «УДАР» | Компартія | ВО «Свобода» |
| Україна            | 30,00           | 25,54            | 13,96         | 13,18     | 10,44        |
| Схід               |                 |                  |               |           |              |
| ------------------ | --------------- | ---------------- | ------------- | --------- | ------------ |
| Донецька           | 65,09           | 5,26             | 4,71          | 18,85     | 1,20         |
| Луганська          | 57,06           | 5,49             | 4,74          | 25,14     | 1,29         |
| Харківська         | 40,98           | 15,51            | 12,82         | 20,84     | 3,83         |
| Південь            |                 |                  |               |           |              |
| Крим               | 52,34           | 13,09            | 7,17          | 19,41     | 1,04         |
| Запорізька         | 40,95           | 14,93            | 12,40         | 21,16     | 3,85         |
| Миколаївська       | 40,51           | 16,93            | 12,51         | 19,09     | 4,3          |
| Одеська            | 41,90           | 15,49            | 13,77         | 18,16     | 3,30         |
| Херсонська         | 29,34           | 21,80            | 13,63         | 23,34     | 4,71         |
| м. Севастополь     | 46,9            | 5,86             | 5,04          | 29,46     | 1,37         |
| Центральна Україна |                 |                  |               |           |              |
| Вінницька          | 17,38           | 45,01            | 13,38         | 8,86      | 8,40         |
| Дніпропетровська   | 35,79           | 18,38            | 14,61         | 19,38     | 5,19         |
| Кіровоградська     | 26,25           | 32,17            | 14,87         | 13,46     | 6,22         |
| Полтавська         | 21,91           | 30,14            | 18,47         | 13,49     | 7,94         |
| Черкаська          | 18,65           | 37,78            | 17,23         | 9,29      | 9,48         |
| Північ             |                 |                  |               |           |              |
| Житомирська        | 21,61           | 36,15            | 14,19         | 12,87     | 7,47         |
| Київська           | 21,00           | 36,63            | 18,73         | 6,17      | 10,84        |
| Сумська            | 21,09           | 36,27            | 16,71         | 12,24     | 6,37         |
| Чернігівська       | 20,09           | 30,73            | 12,91         | 13,20     | 5,98         |
| м. Київ            | 12,60           | 30,99            | 25,45         | 7,23      | 17,33        |
| Захід              |                 |                  |               |           |              |
| Волинська          | 12,92           | 39,46            | 15,96         | 6,97      | 17,98        |
| Закарпатська       | 30,87           | 27,69            | 20,03         | 5,03      | 8,35         |
| Івано-Франківська  | 5,18            | 38,21            | 15,25         | 1,78      | 33,79        |
| Львівська          | 4,70            | 36,48            | 14,44         | 1,99      | 38,02        |
| Рівненська         | 15,80           | 36,59            | 17,25         | 6,21      | 16,63        |
| Тернопільська      | 6,40            | 39,04            | 14,68         | 1,92      | 31,22        |
| Хмельницька        | 18,69           | 37,71            | 16,33         | 8,81      | 11,79        |
| Чернівецька        | 20,77           | 39,60            | 19,13         | 5,36      | 8,71         |
| ЗВО                | 23,27           | 19,85            | 22,11         | 3,46      | 23,63        |

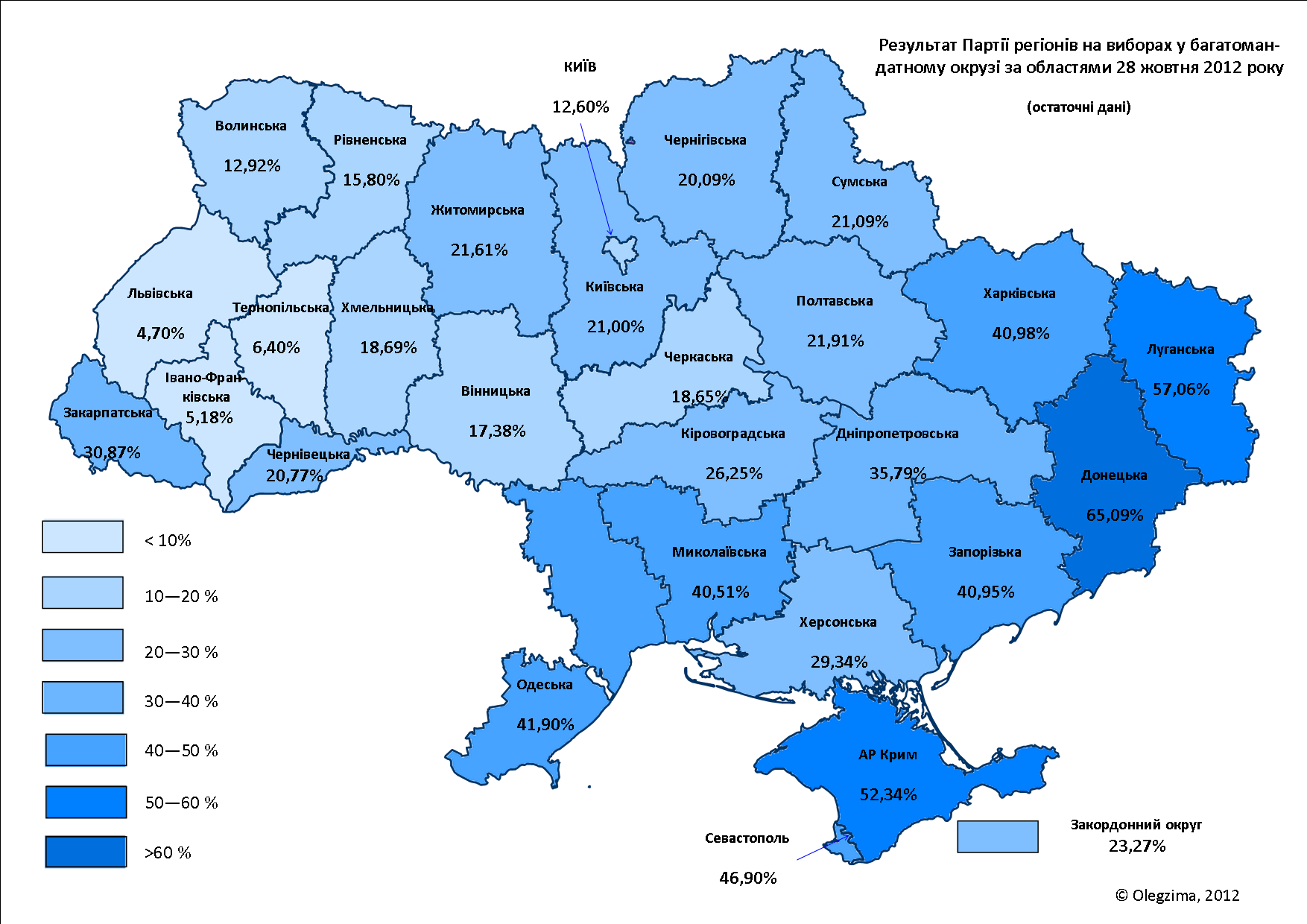
Результат Партії регіонів за областями
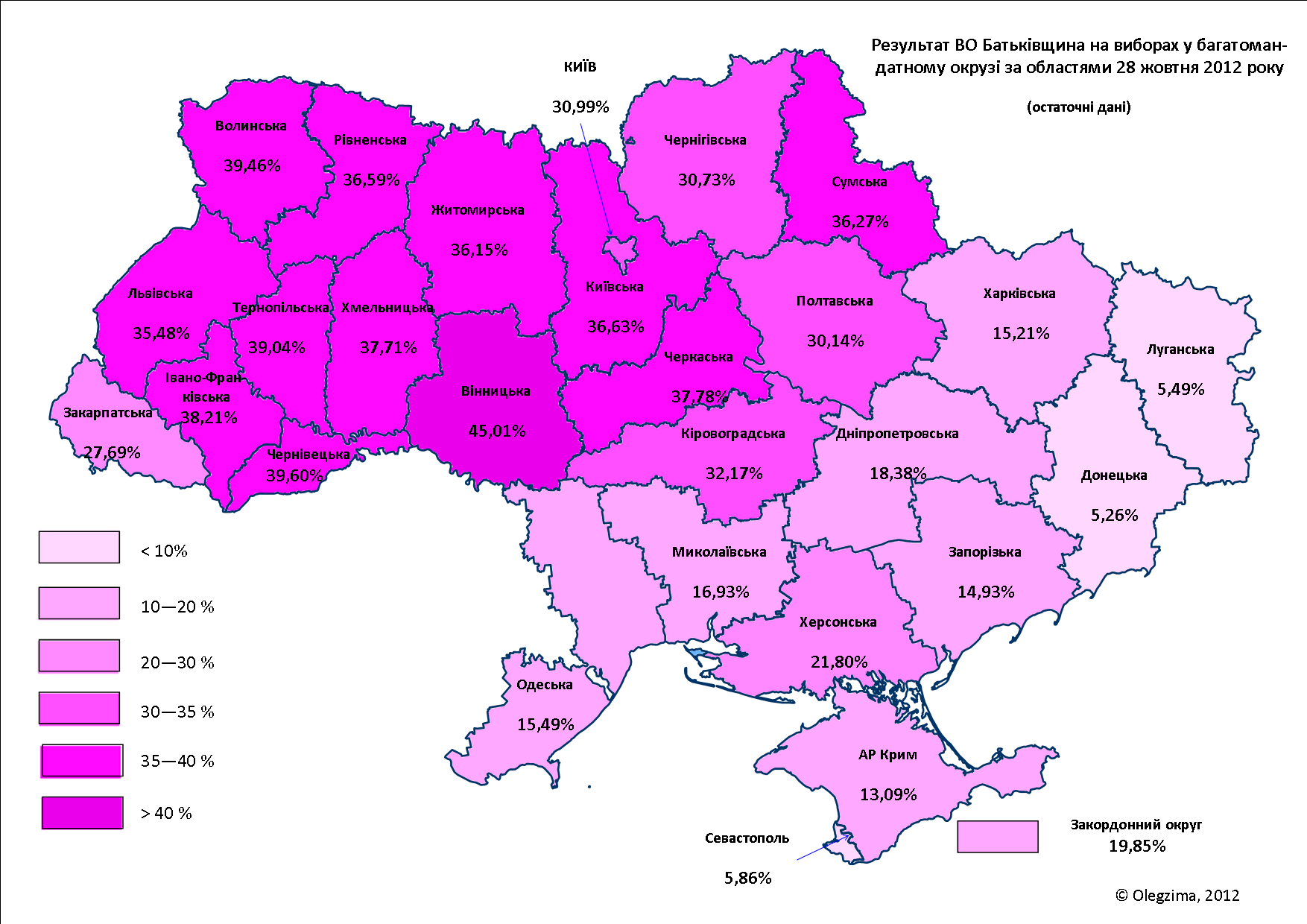
Результат ВО «Батьківщина» за областями
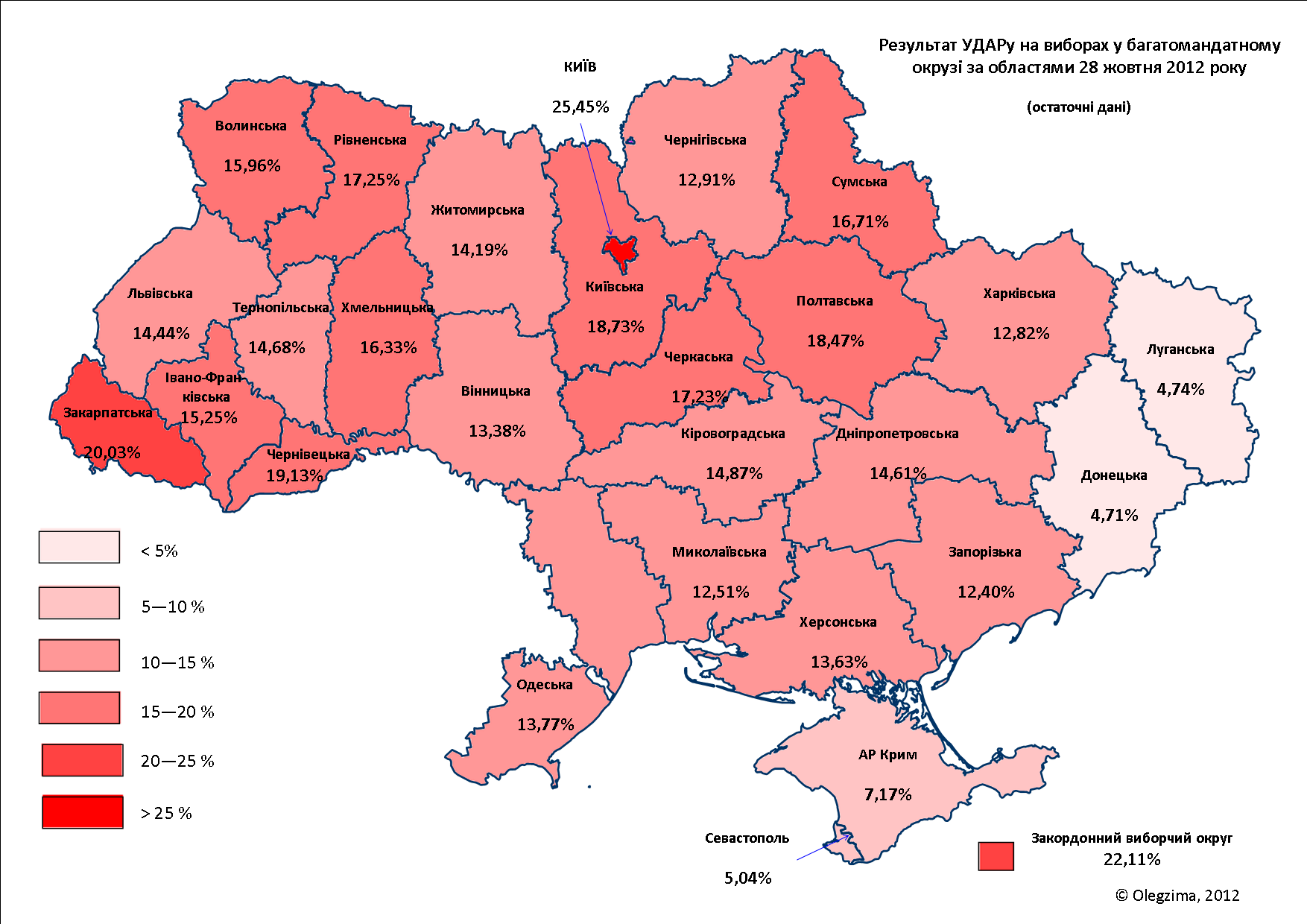
Результат УДАРу за областями
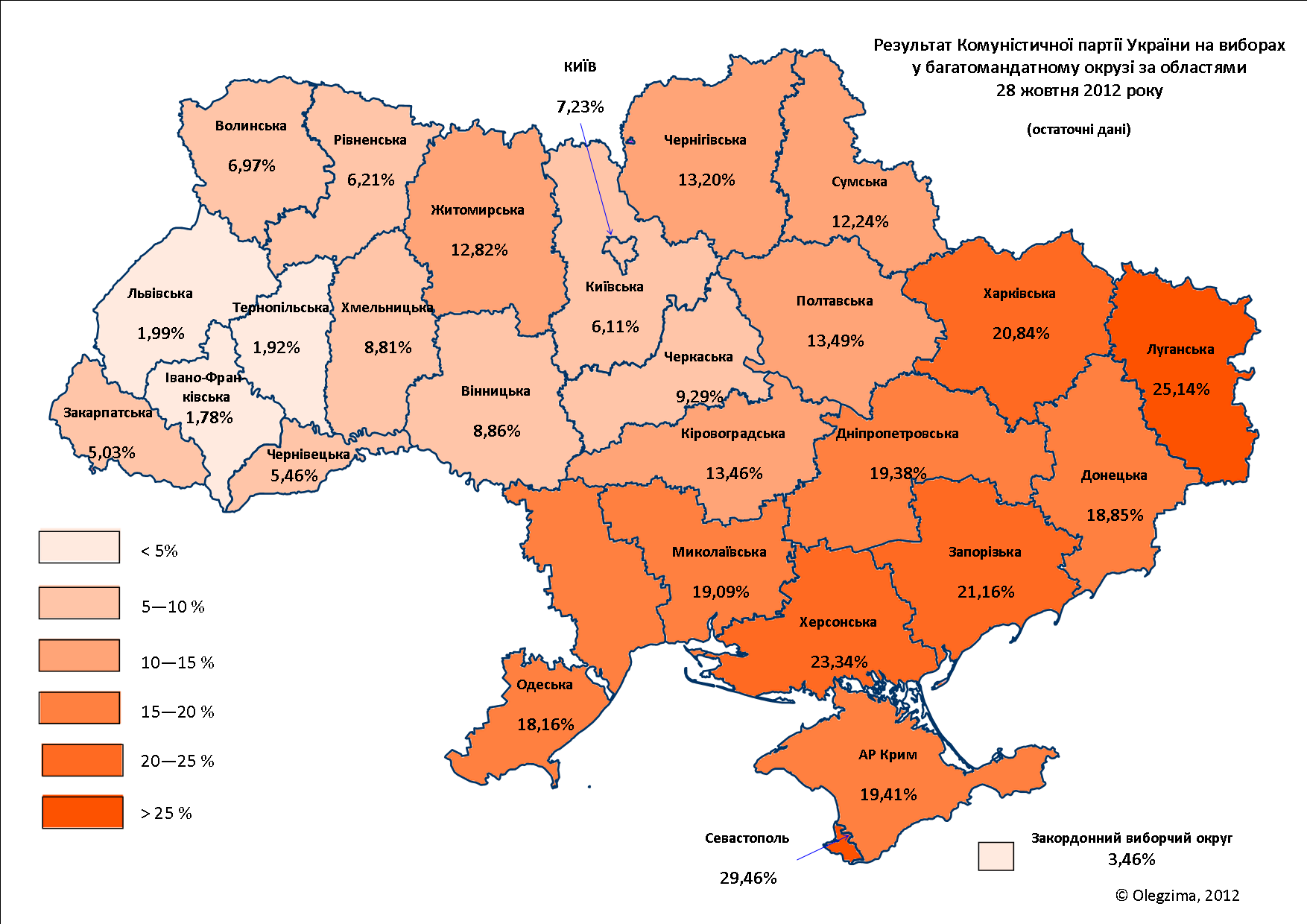
Результат Компартії за областями
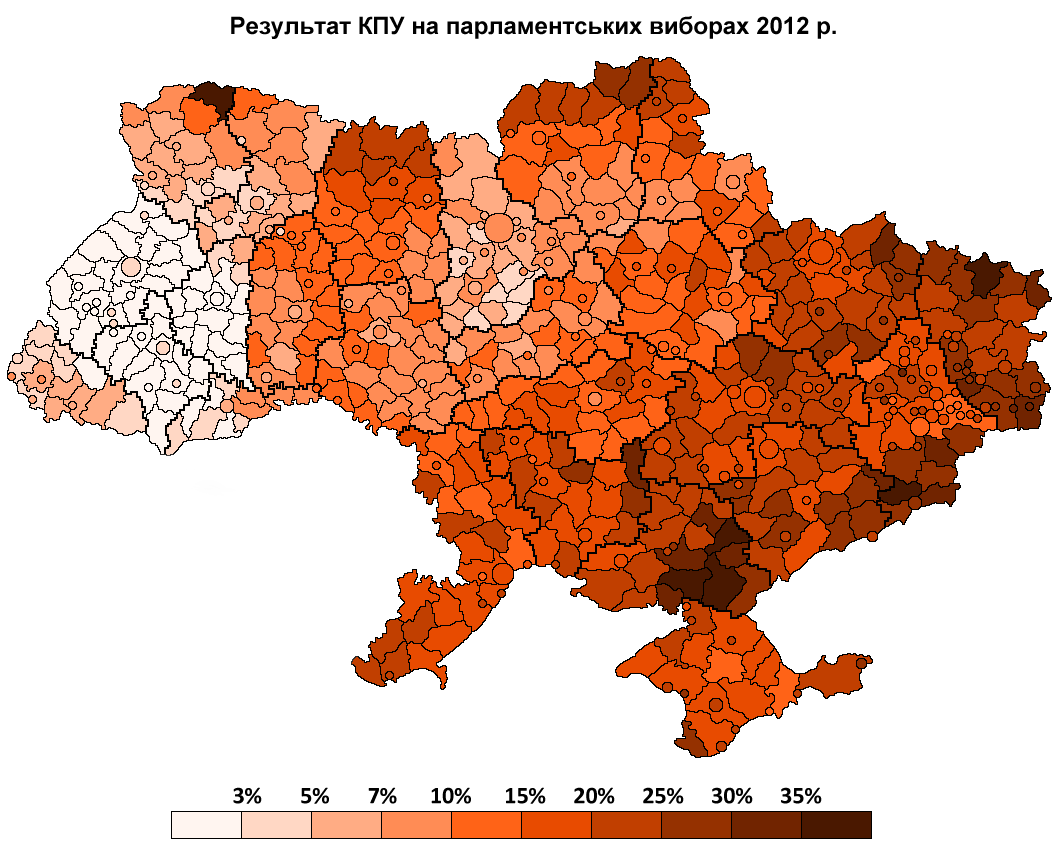
Результат Компартії за районами та містами
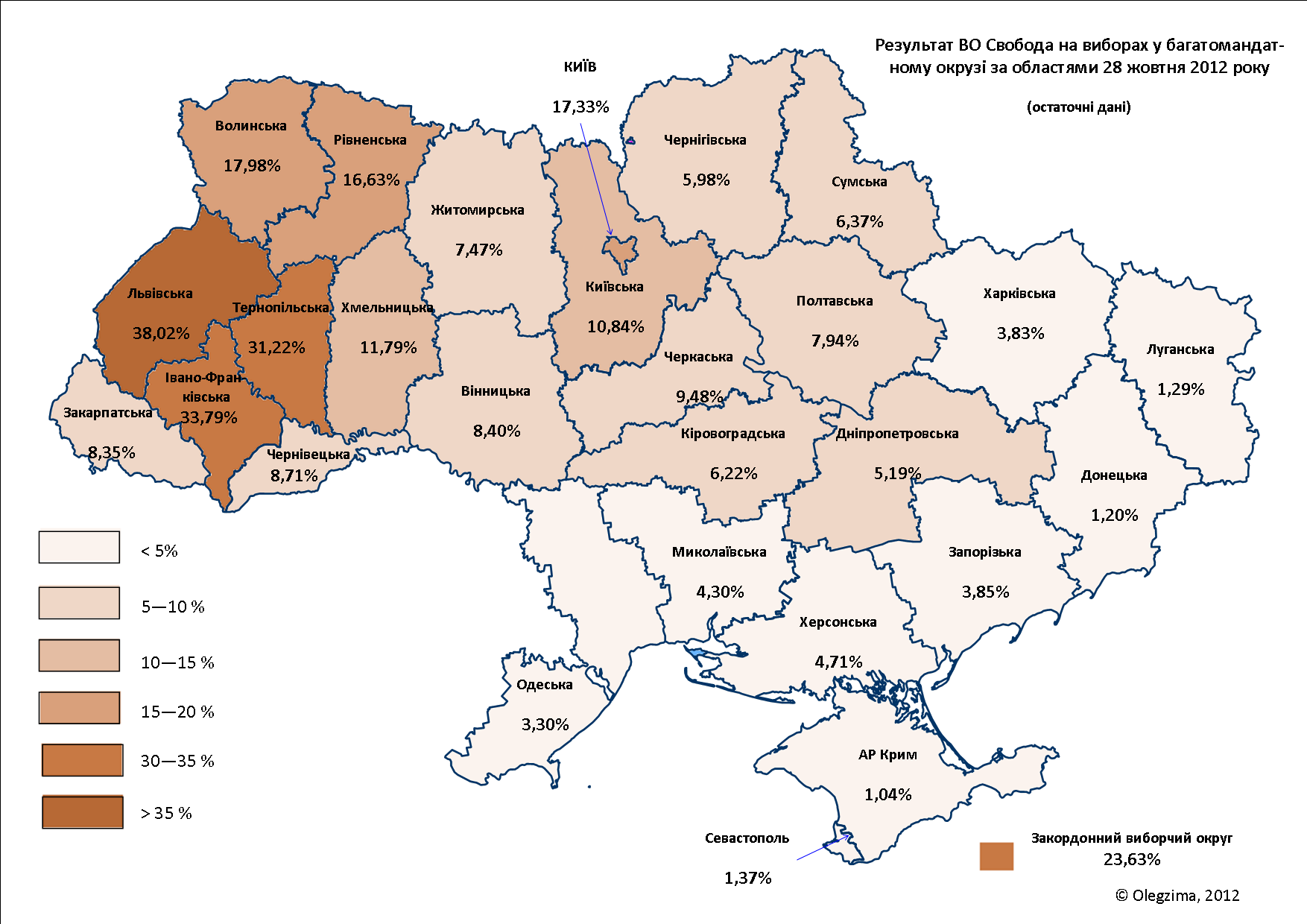
Результат ВО «Свобода» за областями
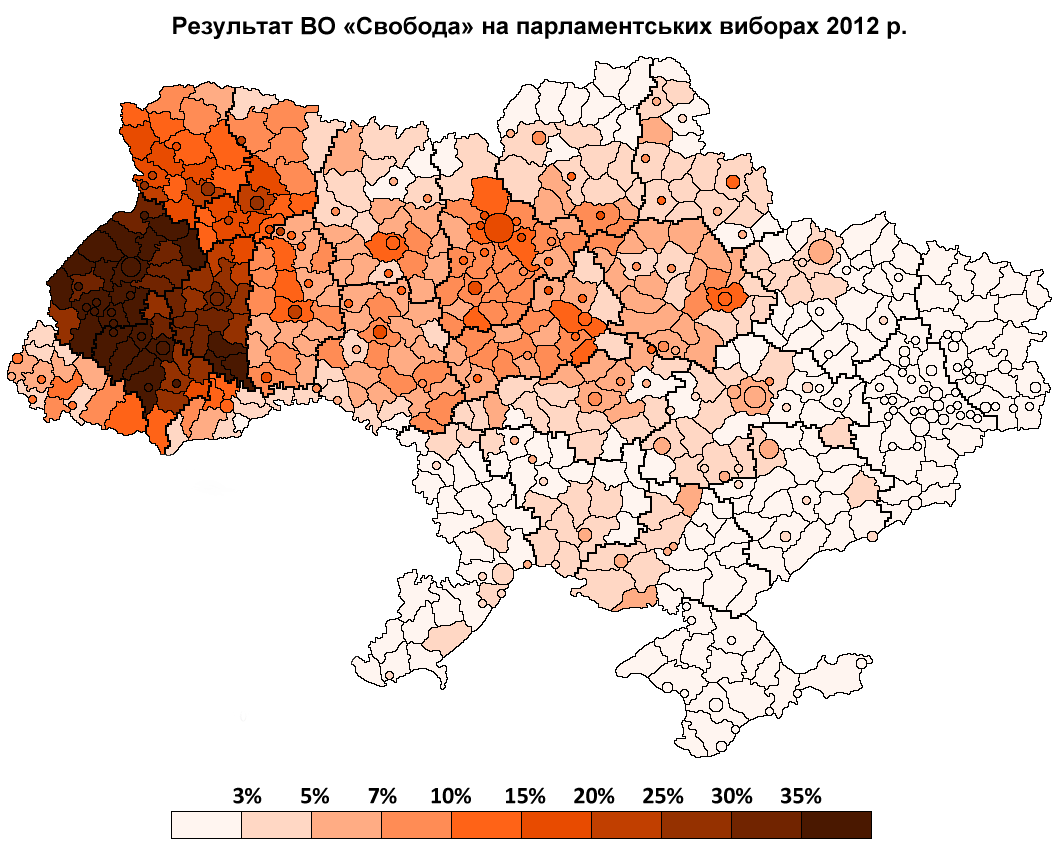
Результат ВО «Свобода» за районами та містами
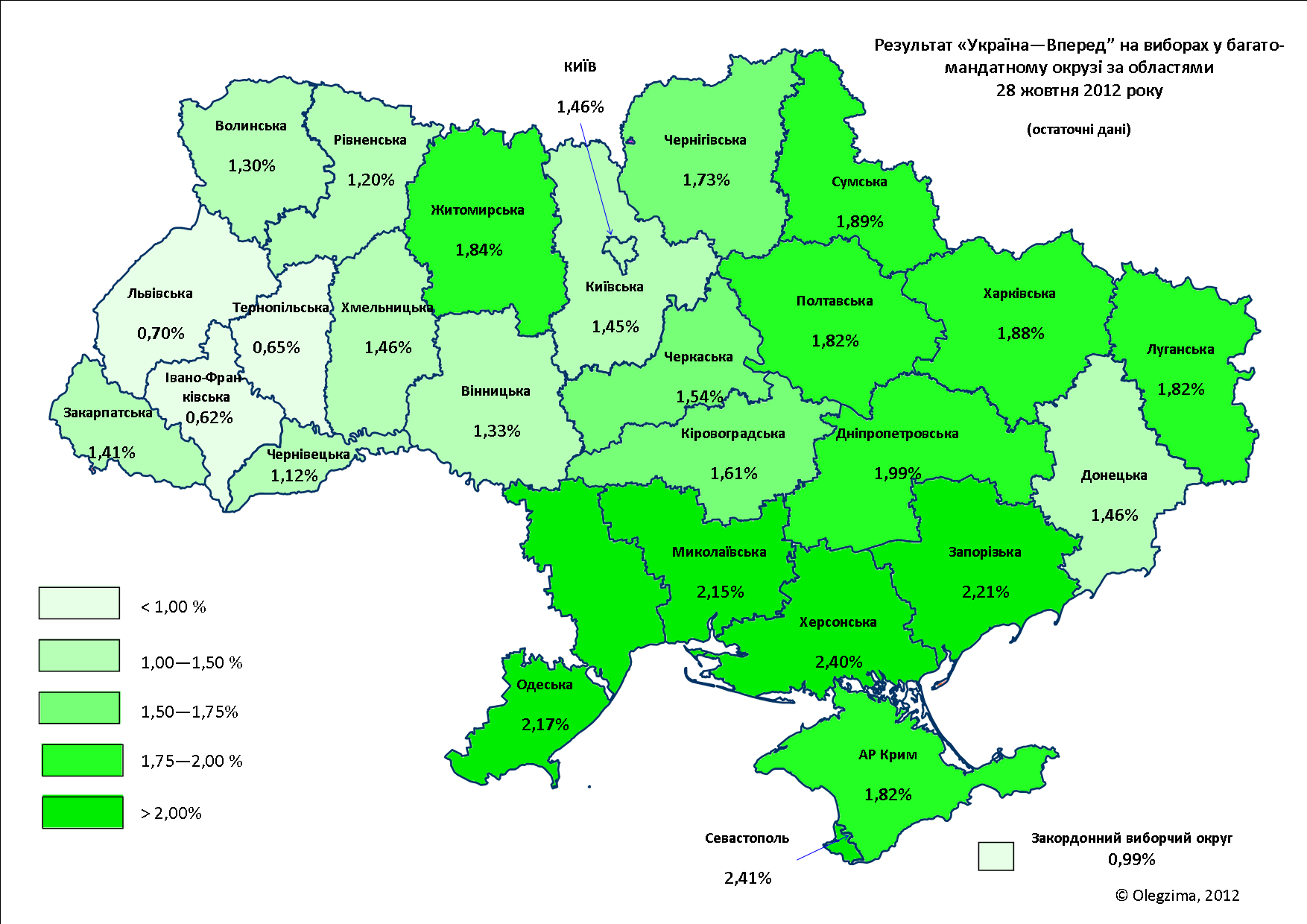
Результат «Україна - Вперед!» за областями
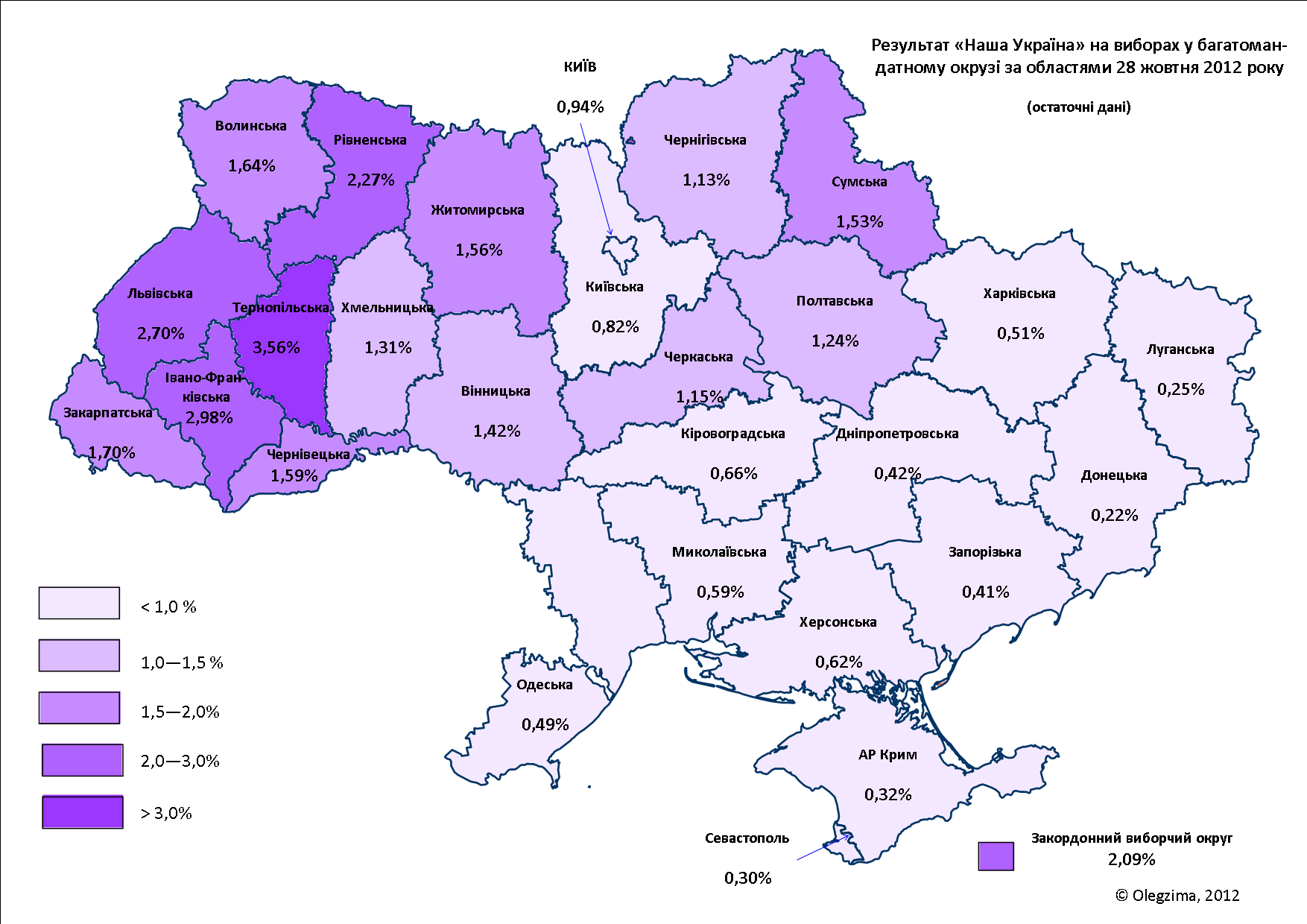
Результат «Наша Україна» за областями
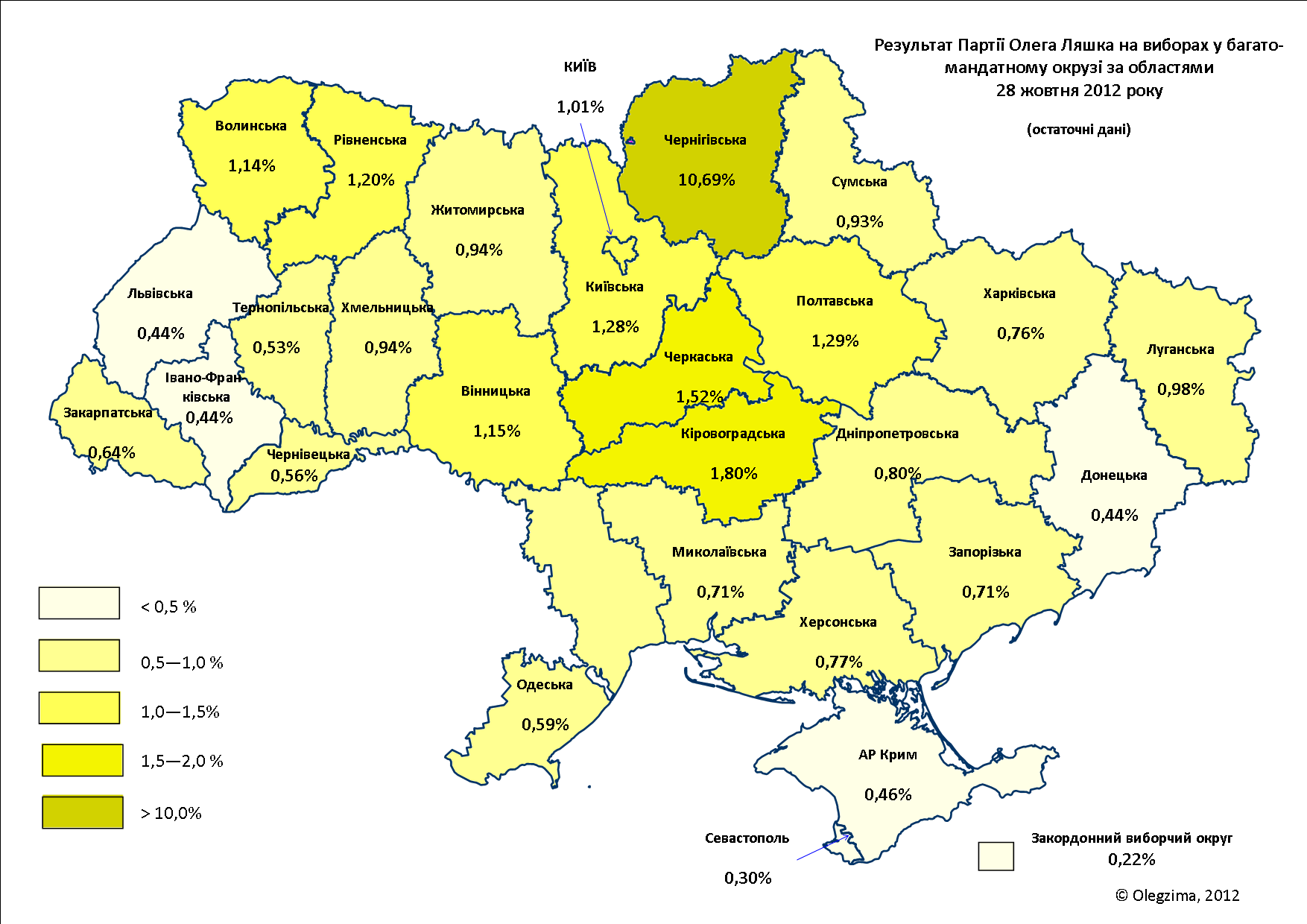
Результат Партії Олега Ляшка за областями
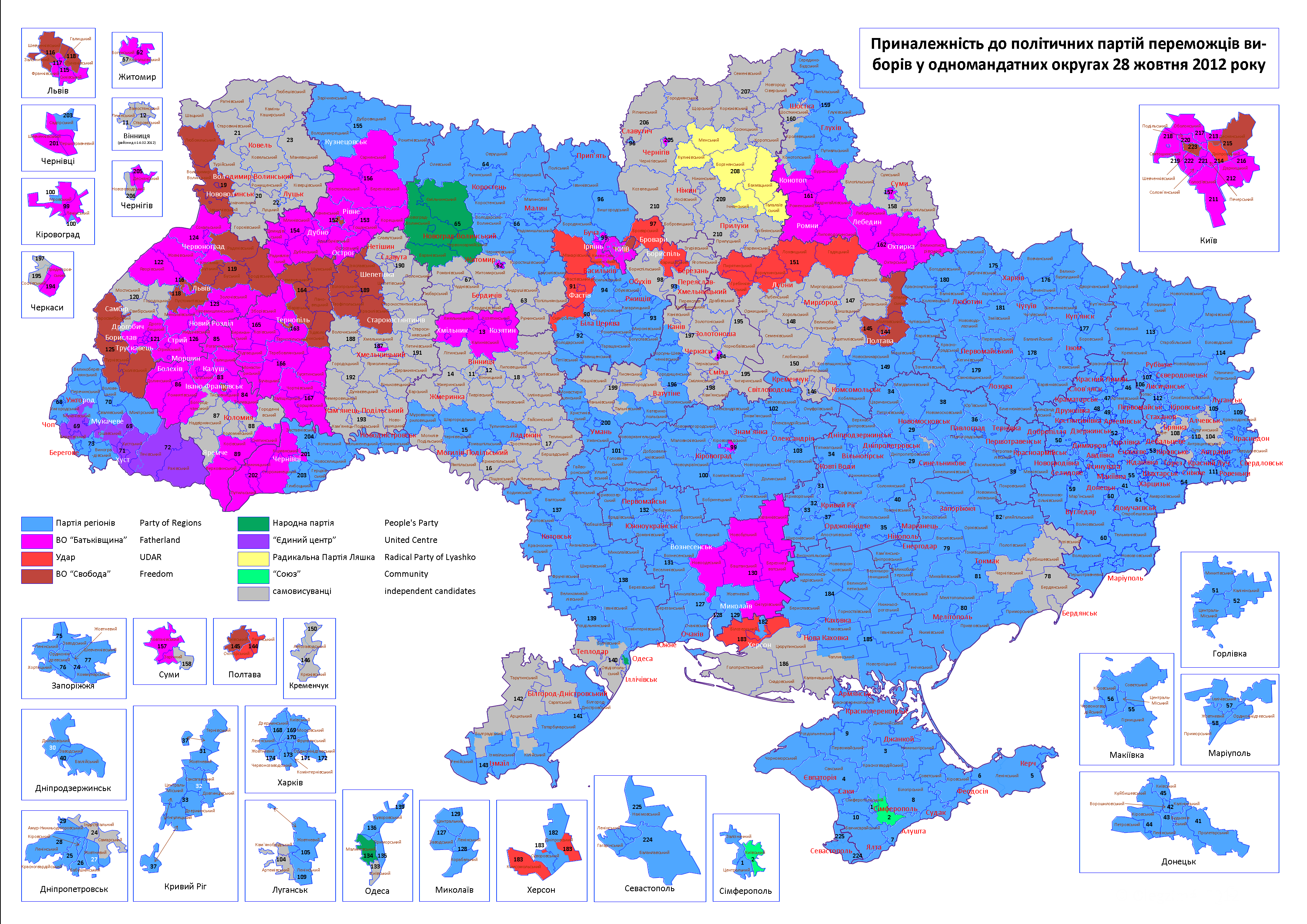
Лідери в одномандатних округах
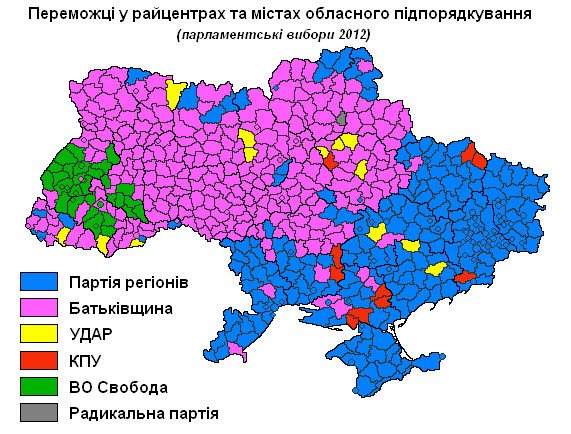
Лідери у районних центрах та містах обласного підпорядкування в багатомандатному окрузі
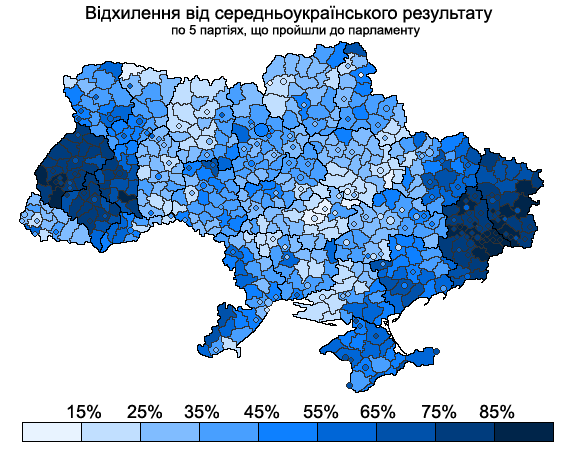
Відхилення результатів по 5 партіях, що пройшли до парламенту, від загальноукраїнського результату
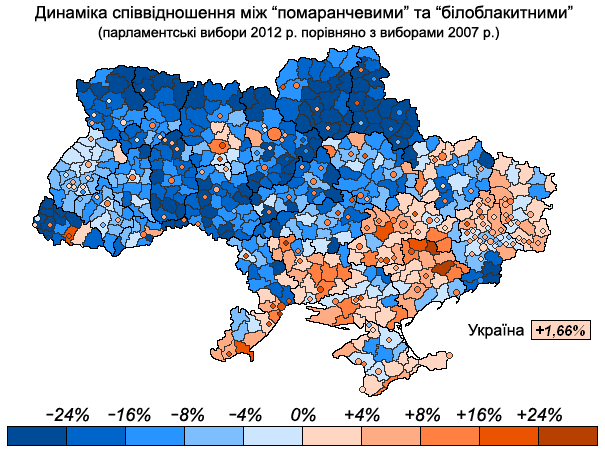
Зміна відсоткового співвідношення між прохідними "помаранчевими" і "біло-блакитними" партіями порівняно з виборами 2007 р. Помаранчевий колір - порівняно з 2007 р. посилились позиції ОО+УДАР+Свобода, синій колір - посилились позиції ПР+КПУ

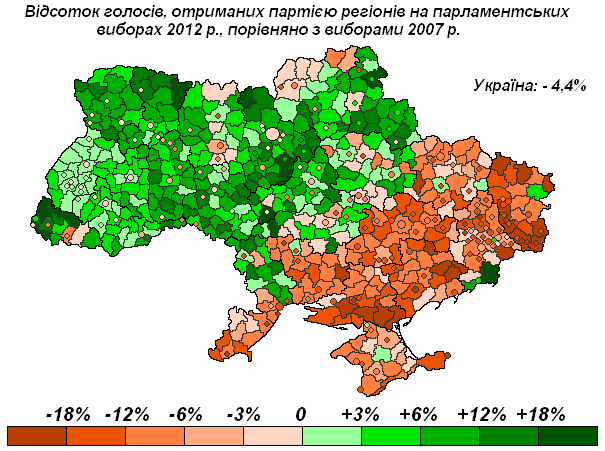
Зміна результату ПР на виборах 2012 р. порівняно з виборами 2007 р.

Зміна кількості виборців, що голосували за Партію регіонів у 2007–2012 роках
| Область                   | парламентські вибори 2012 | парламентські вибори 2007 | різниця, осіб | різниця, % |
| ------------------------- | ------------------------- | ------------------------- | ------------- | ---------- |
| Крим                      | 384 052                   | 536 569                   | −152 517      | −28,4%     |
| Вінницька область         | 138 619                   | 108 910                   | 29 709        | 27,3%      |
| Волинська область         | 65 127                    | 38 046                    | 27 081        | 71,2%      |
| Дніпропетровська область  | 497 542                   | 789 955                   | −292 413      | −37,0%     |
| Донецька область          | 1 274 915                 | 1 720 073                 | −445 158      | −25,9%     |
| Житомирська область       | 127 749                   | 146 333                   | −18 584       | −12,7%     |
| Закарпатська область      | 144 631                   | 97 152                    | 47 479        | 48,9%      |
| Запорізька область        | 327 160                   | 516 345                   | −189 185      | −36,6%     |
| Івано-Франківська область | 34 076                    | 23 192                    | 10 884        | 46,9%      |
| Київська область          | 180 284                   | 118 714                   | 61 570        | 51,9%      |
| Кіровоградська область    | 109 835                   | 128 233                   | −18 398       | −14,3%     |
| Луганська область         | 579 589                   | 932 833                   | −353 244      | −37,9%     |
| Львівська область         | 61 794                    | 62 551                    | −757          | −1,2%      |
| Миколаївська область      | 191 528                   | 304 075                   | −112 547      | −37,0%     |
| Одеська область           | 363 210                   | 526 179                   | −162 969      | −31,0%     |
| Полтавська область        | 149 428                   | 191 000                   | −41 572       | −21,8%     |
| Рівненська область        | 83 057                    | 61 825                    | 21 232        | 34,3%      |
| Сумська область           | 111 844                   | 95 775                    | 16 069        | 16,8%      |
| Тернопільська область     | 36 190                    | 20 069                    | 16 121        | 80,3%      |
| Харківська область        | 464 143                   | 659 324                   | −195 181      | −29,6%     |
| Херсонська область        | 126 055                   | 213 996                   | −87 941       | −41,1%     |
| Хмельницька область       | 120 110                   | 100 919                   | 19 191        | 19,0%      |
| Черкаська область         | 116 855                   | 101 971                   | 14 884        | 14,6%      |
| Чернівецька область       | 84 517                    | 68 796                    | 15 721        | 22,9%      |
| Чернігівська область      | 105 618                   | 120 056                   | −14 438       | −12,0%     |
| Київ                      | 165 120                   | 205 248                   | −40 128       | −19,6%     |
| Севастополь               | 68 945                    | 118 917                   | −49 972       | −42,0%     |
| Закордонний округ         | 4 753                     | 6 839                     | −2 086        | −30,5%     |
| Всього                    | 6 116 746                 | 8 013 895                 | −1 897 149    | −23,7%     |

Зміна кількості виборців, що голосували за ВО «Батьківщина» у 2007–2012 роках
| Область                   | Парламентські вибори 2012 | Парламентські вибори 2007 | різниця, осіб | різниця, % |
| ------------------------- | ------------------------- | ------------------------- | ------------- | ---------- |
| Крим                      | 96 074                    | 60 968                    | 35 106        | 57,6%      |
| Вінницька область         | 358 878                   | 433 455                   | −74 577       | −17,2%     |
| Волинська область         | 198 874                   | 325 709                   | −126 835      | −38,9%     |
| Дніпропетровська область  | 255 519                   | 343 398                   | −87 879       | −25,6%     |
| Донецька область          | 103 105                   | 93 762                    | 9 343         | 10,0%      |
| Житомирська область       | 213 714                   | 241 589                   | −27 875       | −11,5%     |
| Закарпатська область      | 129 739                   | 141 800                   | −12 061       | −8,5%      |
| Запорізька область        | 119 271                   | 136 552                   | −17 281       | −12,7%     |
| Івано-Франківська область | 251 054                   | 397 326                   | −146 272      | −36,8%     |
| Київська область          | 314 520                   | 485 666                   | −171 146      | −35,2%     |
| Кіровоградська область    | 134 560                   | 178 507                   | −43 947       | −24,6%     |
| Луганська область         | 55 785                    | 64 697                    | −8 912        | −13,8%     |
| Львівська область         | 466 352                   | 752 127                   | −285 775      | −38,0%     |
| Миколаївська область      | 80 052                    | 92 837                    | −12 785       | −13,8%     |
| Одеська область           | 134 301                   | 138 279                   | −3 978        | −2,9%      |
| Полтавська область        | 205 593                   | 292 145                   | −86 552       | −29,6%     |
| Рівненська область        | 192 332                   | 302 552                   | −110 220      | −36,4%     |
| Сумська область           | 192 319                   | 271 361                   | −79 042       | −29,1%     |
| Тернопільська область     | 220 743                   | 342 930                   | −122 187      | −35,6%     |
| Харківська область        | 172 295                   | 217 426                   | −45 131       | −20,8%     |
| Херсонська область        | 93 661                    | 114 152                   | −20 491       | −18,0%     |
| Хмельницька область       | 242 270                   | 345 818                   | −103 548      | −29,9%     |
| Черкаська область         | 236 664                   | 309 421                   | −72 757       | −23,5%     |
| Чернівецька область       | 161 134                   | 189 132                   | −27 998       | −14,8%     |
| Чернігівська область      | 161 518                   | 242 869                   | −81 351       | −33,5%     |
| Київ                      | 406 086                   | 629 904                   | −223 818      | −35,5%     |
| Севастополь               | 8 623                     | 9 245                     | −622          | −6,7%      |
| Закордонний округ         | 4 054                     | 8 566                     | −4 512        | −52,7%     |
| Всього                    | 5 209 090                 | 7 162 193                 | −1 953 103    | −27,3%     |

Зміна кількості виборців, що голосували за ВО «Свобода» у 2007–2012 роках
| Область                   | Парламентські вибори 2012 | Парламентські вибори 2007 | різниця, осіб | різниця, раз |
| ------------------------- | ------------------------- | ------------------------- | ------------- | ------------ |
| Крим                      | 7 637                     | 827                       | 6 810         | 8,2          |
| Вінницька область         | 67 024                    | 4 120                     | 62 904        | 15,3         |
| Волинська область         | 90 612                    | 8 215                     | 82 397        | 10,0         |
| Дніпропетровська область  | 72 257                    | 4 471                     | 67 786        | 15,2         |
| Донецька область          | 23 557                    | 2 123                     | 21 434        | 10,1         |
| Житомирська область       | 44 188                    | 2 566                     | 41 622        | 16,2         |
| Закарпатська область      | 39 160                    | 2 670                     | 36 490        | 13,7         |
| Запорізька область        | 30 758                    | 1 968                     | 28 790        | 14,6         |
| Івано-Франківська область | 222 013                   | 26 792                    | 195 221       | 7,3          |
| Київська область          | 93 082                    | 6 146                     | 86 936        | 14,1         |
| Кіровоградська область    | 26 026                    | 1 207                     | 24 819        | 20,6         |
| Луганська область         | 13 203                    | 798                       | 12 405        | 15,5         |
| Львівська область         | 499 703                   | 45 681                    | 454 022       | 9,9          |
| Миколаївська область      | 20 356                    | 1 137                     | 19 219        | 16,9         |
| Одеська область           | 28 618                    | 1 771                     | 26 847        | 15,2         |
| Полтавська область        | 54 206                    | 2 378                     | 51 828        | 21,8         |
| Рівненська область        | 87 444                    | 6 680                     | 80 764        | 12,1         |
| Сумська область           | 33 783                    | 1 335                     | 32 448        | 24,3         |
| Тернопільська область     | 176 534                   | 22 886                    | 153 648       | 6,7          |
| Харківська область        | 43 461                    | 2 978                     | 40 483        | 13,6         |
| Херсонська область        | 20 255                    | 1 010                     | 19 245        | 19,1         |
| Хмельницька область       | 75 748                    | 3 461                     | 72 287        | 20,9         |
| Черкаська область         | 59 414                    | 4 851                     | 54 563        | 11,2         |
| Чернівецька область       | 35 450                    | 3 129                     | 32 321        | 10,3         |
| Чернігівська область      | 31 473                    | 1 645                     | 29 828        | 18,1         |
| Київ                      | 227 118                   | 17 105                    | 210 013       | 12,3         |
| Севастополь               | 2 026                     | 170                       | 1 856         | 10,9         |
| Закордонний округ         | 4 827                     | 590                       | 4 237         | 7,2          |
| Всього                    | 2 129 933                 | 178 710                   | 1 951 223     | 10,9         |

### Мажоритарна частина виборів (в одномандатних округах)
| №  | Регіон                    | Одно- мандатний виборчий округ | Кандидат, який набрав найбільшу к-сть голосів «ЗА» | % голосів «ЗА» | Висунений партією             |
| -- | ------------------------- | ------------------------------ | -------------------------------------------------- | -------------- | ----------------------------- |
| 1  | АР Крим                   | 001                            | Дзоз Віталіна Олексіївна                           | 38,76 %        | Партія регіонів               |
| 1  | АР Крим                   | 002                            | Миримський Лев Юлійович                            | 36,45 %        | Партія «Союз»                 |
| 1  | АР Крим                   | 003                            | Нетецька Олена Анатоліївна                         | 50,37 %        | Партія регіонів               |
| 1  | АР Крим                   | 004                            | Парасків Олег Дмитрович                            | 34,00 %        | Партія регіонів               |
| 1  | АР Крим                   | 005                            | Лютікова Валентина Іванівна                        | 41,81 %        | Партія регіонів               |
| 1  | АР Крим                   | 006                            | Льовочкіна Юлія Володимирівна                      | 60,01 %        | Партія регіонів               |
| 1  | АР Крим                   | 007                            | Брайко Сергій Борисович                            | 52,21 %        | Партія регіонів               |
| 1  | АР Крим                   | 008                            | Дейч Борис Давидович                               | 62,42 %        | Партія регіонів               |
| 1  | АР Крим                   | 009                            | Нечаєв Олександр Ігоревич                          | 58,07 %        | Партія регіонів               |
| 1  | АР Крим                   | 010                            | Груба Григорій Іванович                            | 41,60 %        | Партія регіонів               |
| 2  | Вінницька область         | 011                            | Домбровський Олександр Георгійович                 | 30.16 %        | самовисування                 |
| 2  | Вінницька область         | 012                            | Порошенко Петро Олексійович                        | 71,52 %        | самовисування                 |
| 2  | Вінницька область         | 013                            | Катеринчук Микола Дмитрович                        | 64,34 %        | Батьківщина                   |
| 2  | Вінницька область         | 0141                           | Жеребнюк Віктор Миколайович1                       | 33,32 %        | Партія регіонів               |
| 2  | Вінницька область         | 015                            | Джига Микола Васильович                            | 39,65 %        | Партія регіонів               |
| 2  | Вінницька область         | 016                            | Калетник Оксана Миколаївна                         | 43,22 %        | самовисування                 |
| 2  | Вінницька область         | 017                            | Заболотний Григорій Михайлович                     | 46,73 %        | самовисування                 |
| 2  | Вінницька область         | 018                            | Калетнік Григорій Миколайович                      | 46,15 %        | самовисування                 |
| 3  | Волинська область         | 019                            | Мельник Євген Іванович                             | 36,46 %        | Свобода                       |
| 3  | Волинська область         | 020                            | Мартиняк Сергій Васильович                         | 29.36 %        | самовисування                 |
| 3  | Волинська область         | 021                            | Івахів Степан Петрович                             | 37.23 %        | самовисування                 |
| 3  | Волинська область         | 022                            | Палиця Ігор Петрович                               | 40,27 %        | самовисування                 |
| 3  | Волинська область         | 023                            | Єремеєв Ігор Миронович                             | 48,50 %        | самовисування                 |
| 4  | Дніпропетровська область  | 024                            | Безбах Яків Якович                                 | 43,06 %        | самовисування                 |
| 4  | Дніпропетровська область  | 025                            | Циркін Ігор Маркович                               | 40,94 %        | Партія регіонів               |
| 4  | Дніпропетровська область  | 026                            | Ступак Іван Іванович                               | 51,84 %        | Партія регіонів               |
| 4  | Дніпропетровська область  | 027                            | Момот Олександр Іванович                           | 38,25 %        | Партія регіонів               |
| 4  | Дніпропетровська область  | 028                            | Морозенко Євгеній Вадимович                        | 33,87 %        | Партія регіонів               |
| 4  | Дніпропетровська область  | 029                            | Бутківський Віктор Володимирович                   | 41,40 %        | Партія регіонів               |
| 4  | Дніпропетровська область  | 030                            | Гузенко Костянтин Олександрович                    | 32,78 %        | Партія регіонів               |
| 4  | Дніпропетровська область  | 031                            | Павлов Костянтин Юрійович                          | 43,37 %        | Партія регіонів               |
| 4  | Дніпропетровська область  | 032                            | Любоненко Юрій Вікторович                          | 46,70 %        | Партія регіонів               |
| 4  | Дніпропетровська область  | 033                            | Задорожний Вячеслав Казимирович                    | 45,82 %        | Партія регіонів               |
| 4  | Дніпропетровська область  | 034                            | Глазунов Сергій Миколайович                        | 43,24 %        | Партія регіонів               |
| 4  | Дніпропетровська область  | 035                            | Шипко Андрій Федорович                             | 43,51 %        | Партія регіонів               |
| 4  | Дніпропетровська область  | 036                            | Мартовицький Артур Володимирович                   | 54,82 %        | Партія регіонів               |
| 4  | Дніпропетровська область  | 037                            | Шпенов Дмитро Юрійович                             | 52,30 %        | Партія регіонів               |
| 4  | Дніпропетровська область  | 038                            | Солошенко Микола Павлович                          | 37,04 %        | Партія регіонів               |
| 4  | Дніпропетровська область  | 039                            | Самойленко Юрій Павлович                           | 51,37 %        | Партія регіонів               |
| 4  | Дніпропетровська область  | 040                            | Царьов Олег Анатолійович                           | 44,42 %        | Партія регіонів               |
| 5  | Донецька область          | 041                            | Бобков Олександр Михайлович                        | 80,85 %        | Партія регіонів               |
| 5  | Донецька область          | 042                            | Бахтеєва Тетяна Дмитрівна                          | 65,51 %        | Партія регіонів               |
| 5  | Донецька область          | 043                            | Ландик Валентин Іванович                           | 50,87 %        | Партія регіонів               |
| 5  | Донецька область          | 044                            | Левченко Микола Олександрович                      | 77,12 %        | Партія регіонів               |
| 5  | Донецька область          | 045                            | Звягільський Юхим Леонідович                       | 72,59 %        | Партія регіонів               |
| 5  | Донецька область          | 046                            | Клюєв Сергій Петрович                              | 73,10 %        | Партія регіонів               |
| 5  | Донецька область          | 047                            | Азаров Олексій Миколайович                         | 76.10 %        | Партія регіонів               |
| 5  | Донецька область          | 048                            | Боярський Юрій Іванович                            | 55,12 %        | Партія регіонів               |
| 5  | Донецька область          | 049                            | Омельянович Денис Сергійович                       | 63,94 %        | Партія регіонів               |
| 5  | Донецька область          | 050                            | Байсаров Леонід Володимирович                      | 72,71 %        | Партія регіонів               |
| 5  | Донецька область          | 051                            | Гончаров Анатолій Дмитрович                        | 40,11 %        | Партія регіонів               |
| 5  | Донецька область          | 052                            | Шкіря Ігор Миколайович                             | 60,74 %        | Партія регіонів               |
| 5  | Донецька область          | 053                            | Литвинов Леонід Федорович                          | 78,86 %        | Партія регіонів               |
| 5  | Донецька область          | 054                            | Лук'янов Владислав Валентинович                    | 77,15 %        | Партія регіонів               |
| 5  | Донецька область          | 055                            | Омельченко Валерій Павлович                        | 69,30 %        | Партія регіонів               |
| 5  | Донецька область          | 056                            | Борт Віталій Петрович                              | 71,08 %        | Партія регіонів               |
| 5  | Донецька область          | 057                            | Матвієнков Сергій Анатолійович                     | 60,50 %        | Партія регіонів               |
| 5  | Донецька область          | 058                            | Білий Олексій Петрович                             | 50,41 %        | Партія регіонів               |
| 5  | Донецька область          | 059                            | Васильєв Олександр Андрійович                      | 64,16 %        | Партія регіонів               |
| 5  | Донецька область          | 060                            | Риженков Олександр Миколайович                     | 57,70 %        | Партія регіонів               |
| 5  | Донецька область          | 061                            | Пономарьов Андрій Вікторович                       | 54,76 %        | Партія регіонів               |
| 6  | Житомирська область       | 062                            | Зубко Геннадій Григорович                          | 60,97 %        | Батьківщина                   |
| 6  | Житомирська область       | 063                            | Лабунська Анжеліка Вікторівна                      | 25.34 %        | самовисування                 |
| 6  | Житомирська область       | 064                            | Пехов Володимир Анатолійович                       | 32.75 %        | Партія регіонів               |
| 6  | Житомирська область       | 065                            | Литвин Володимир Михайлович                        | 66.53 %        | Народна Партія                |
| 6  | Житомирська область       | 066                            | Журавський Віталій Станіславович                   | 24.86 %        | Партія регіонів               |
| 6  | Житомирська область       | 067                            | Развадовський Віктор Йосипович                     | 47.79 %        | самовисування                 |
| 7  | Закарпатська область      | 068                            | Ковач Василь Ілліч                                 | 31.14 %        | Партія регіонів               |
| 7  | Закарпатська область      | 069                            | Балога Віктор Іванович                             | 49.42 %        | Єдиний Центр                  |
| 7  | Закарпатська область      | 070                            | Ланьо Михайло Іванович                             | 60.20 %        | Партія регіонів               |
| 7  | Закарпатська область      | 071                            | Балога Павло Іванович                              | 35,91 %        | Єдиний центр                  |
| 7  | Закарпатська область      | 072                            | Петьовка Василь Васильович                         | 54.67 %        | Єдиний Центр                  |
| 7  | Закарпатська область      | 073                            | Бушко Іван Іванович                                | 41,22 %        | Партія регіонів               |
| 8  | Запорізька область        | 074                            | Сухий Ярослав Михайлович                           | 24,92 %        | Партія регіонів               |
| 8  | Запорізька область        | 075                            | Кальцев Сергій Федорович                           | 38,40 %        | Партія регіонів               |
| 8  | Запорізька область        | 076                            | Карташов Євген Григорович                          | 31,59 %        | Партія регіонів               |
| 8  | Запорізька область        | 077                            | Богуслаєв Вячеслав Олександрович                   | 50,11 %        | Партія регіонів               |
| 8  | Запорізька область        | 078                            | Пономарьов Олександр Сергійович                    | 49,96 %        | самовисування                 |
| 8  | Запорізька область        | 079                            | Бандуров Володимир Володимирович                   | 55,85 %        | Партія регіонів               |
| 8  | Запорізька область        | 080                            | Балицький Євген Віталійович                        | 54.46 %        | Партія регіонів               |
| 8  | Запорізька область        | 081                            | Пшонка Артем Вікторович                            | 65,44 %        | Партія регіонів               |
| 8  | Запорізька область        | 082                            | Дудка Олександр Іванович                           | 39,87 %        | Партія регіонів               |
| 9  | Івано-Франківська область | 083                            | Сич Олександр Максимович                           | 55.81 %        | Свобода                       |
| 9  | Івано-Франківська область | 084                            | Купчак Володимир Романович                         | 47.27 %        | Батьківщина                   |
| 9  | Івано-Франківська область | 085                            | Сікора Ольга Мирославівна                          | 53.34 %        | Батьківщина                   |
| 9  | Івано-Франківська область | 086                            | Дирів Анатолій Борисович                           | 29.02 %        | Батьківщина                   |
| 9  | Івано-Франківська область | 087                            | Дерев'янко Юрій Богданович                         | 41.53 %        | самовисування                 |
| 9  | Івано-Франківська область | 088                            | Доній Олександр Сергійович                         | 43.95 %        | самовисування                 |
| 9  | Івано-Франківська область | 089                            | Гладій Василь Іванович                             | 48.57 %        | Батьківщина                   |
| 10 | Київська область          | 090                            | Чудновський Віталій Олегович                       | 34,18 %        | самовисування                 |
| 10 | Київська область          | 091                            | Сольвар Руслан Миколайович                         | 51.62 %        | УДАР                          |
| 10 | Київська область          | 092                            | Кацуба Сергій Володимирович                        | 33.67 %        | Партія регіонів               |
| 10 | Київська область          | 093                            | Онищенко Олександр Романович                       | 46.85 %        | Партія регіонів               |
| 10 | Київська область          | 094                            |                                                    | Перевибори     |                               |
| 10 | Київська область          | 095                            | Кутовий Вячеслав Григорович                        | 26.90 %        | Батьківщина                   |
| 10 | Київська область          | 096                            | Москаленко Ярослав Миколайович                     | 38.97 %        | Партія регіонів               |
| 10 | Київська область          | 097                            | Різаненко Павло Олександрович                      | 31.04 %        | УДАР                          |
| 10 | Київська область          | 098                            | Міщенко Сергій Григорович                          | 34.29 %        | самовисування                 |
| 11 | Кіровоградська область    | 099                            | Табалов Андрій Олександрович                       | 32.80 %        | Батьківщина                   |
| 11 | Кіровоградська область    | 100                            | Березкін Станіслав Семенович                       | 36.88 %        | Партія регіонів               |
| 11 | Кіровоградська область    | 101                            | Грушевський Віталій Анатолійович                   | 30.77 %        | Партія регіонів               |
| 11 | Кіровоградська область    | 102                            | Єдін Олександр Йосипович                           | 29.10 %        | Партія регіонів               |
| 11 | Кіровоградська область    | 103                            | Кузьменко Сергій Анатолійович                      | 45.51 %        | Партія регіонів               |
| 12 | Луганська область         | 104                            | Струк Володимир Олексійович                        | 39.98 %        | самовисування                 |
| 12 | Луганська область         | 105                            | Горохов Сергій Олександрович                       | 59.70 %        | Партія регіонів               |
| 12 | Луганська область         | 106                            | Кунченко Олексій Петрович                          | 41.41 %        | Партія регіонів               |
| 12 | Луганська область         | 107                            | Дунаєв Сергій Володимирович                        | 42,58 %        | Партія регіонів               |
| 12 | Луганська область         | 108                            | Мошенський Валерій Захарович                       | 35.19 %        | самовисування                 |
| 12 | Луганська область         | 109                            | Медяник Володимир Юрійович                         | 44.13 %        | Партія регіонів               |
| 12 | Луганська область         | 110                            | Чуб Володимир Євгенович                            | 48.08 %        | Партія регіонів               |
| 12 | Луганська область         | 111                            | Коваль Олександр Іванович                          | 52.04 %        | Партія регіонів               |
| 12 | Луганська область         | 112                            | Іоффе Юлій Якович                                  | 46.88 %        | Партія регіонів               |
| 12 | Луганська область         | 113                            | Тихонов Віктор Миколайович                         | 60.18 %        | Партія регіонів               |
| 12 | Луганська область         | 114                            | Демішкан Володимир Федорович                       | 64.87 %        | Партія регіонів               |
| 13 | Львівська область         | 115                            | Хміль Михайло Михайлович                           | 43.09 %        | Свобода                       |
| 13 | Львівська область         | 116                            | Фаріон Ірина Дмитрівна                             | 68.02 %        | Свобода                       |
| 13 | Львівська область         | 117                            | Васюник Ігор Васильович                            | 27.34 %        | Батьківщина                   |
| 13 | Львівська область         | 118                            | Михальчишин Юрій Адріянович                        | 57.21 %        | Свобода                       |
| 13 | Львівська область         | 119                            | Сех Ірина Ігорівна                                 | 64.86 %        | Свобода                       |
| 13 | Львівська область         | 120                            | Дубневич Ярослав Васильович                        | 46.91 %        | самовисування                 |
| 13 | Львівська область         | 121                            | Ілик Роман Романович                               | 49.11 %        | Батьківщина                   |
| 13 | Львівська область         | 122                            | Пазиняк Василь Степанович                          | 55.86 %        | Батьківщина                   |
| 13 | Львівська область         | 123                            | Котеляк Лідія Леонідівна                           | 29.71 %        | Батьківщина                   |
| 13 | Львівська область         | 124                            | Курпіль Степан Володимирович                       | 61.73 %        | Батьківщина                   |
| 13 | Львівська область         | 125                            | Тягнибок Андрій Ярославович                        | 35.47 %        | Свобода                       |
| 13 | Львівська область         | 126                            | Канівець Олег Леонідович                           | 41.20 %        | Батьківщина                   |
| 14 | Миколаївська область      | 127                            | Наконечний Володимир Леонтійович                   | 45,77 %        | Партія регіонів               |
| 14 | Миколаївська область      | 128                            | Ільюк Артем Олександрович                          | 37.96 %        | Партія регіонів               |
| 14 | Миколаївська область      | 129                            | Жук Микола Васильович                              | 46,94 %        | Партія регіонів               |
| 14 | Миколаївська область      | 130                            | Бриченко Ігор Віталійович                          | 42.23 %        | Батьківщина                   |
| 14 | Миколаївська область      | 131                            | Гержов Юрій Іванович                               | 44,20 %        | Партія регіонів               |
| 14 | Миколаївська область      | 1321                           | Травянко Віталій Іванович1                         | Перевибори     |                               |
| 15 | Одеська область           | 133                            | Марков Ігор Олегович                               | 26.60 %        | самовисування                 |
| 15 | Одеська область           | 134                            | Гриневецький Сергій Рафаїлович                     | 32,03 %        | Народна партія                |
| 15 | Одеська область           | 135                            | Ківалов Сергій Васильович                          | 56,79 %        | Партія регіонів               |
| 15 | Одеська область           | 136                            | Труханов Геннадій Леонідович                       | 61,00 %        | Партія регіонів               |
| 15 | Одеська область           | 137                            | Клімов Леонід Михайлович                           | 48.46 %        | Партія регіонів               |
| 15 | Одеська область           | 138                            | Фурсін Іван Геннадійович                           | 57,65 %        | Партія регіонів               |
| 15 | Одеська область           | 139                            | Пресман Олександр Семенович                        | 53.58 %        | Партія регіонів               |
| 15 | Одеська область           | 140                            | Жванія Давид Важаєвич                              | 32.07 %        | самовисування                 |
| 15 | Одеська область           | 141                            | Барвіненко Віталій Дмитрович                       | 41.53 %        | Партія регіонів               |
| 15 | Одеська область           | 142                            | Кіссе Антон Іванович                               | 39.06 %        | самовисування                 |
| 15 | Одеська область           | 143                            | Крук Юрій Борисович                                | 23.76 %        | Партія регіонів               |
| 16 | Полтавська область        | 144                            | Каплін Сергій Миколайович                          | 32,21 %        | УДАР                          |
| 16 | Полтавська область        | 145                            | Бублик Юрій Васильович                             | 36,45 %        | Свобода                       |
| 16 | Полтавська область        | 146                            | Шаповалов Юрій Анатолійович                        | 34,35 %        | самовисування                 |
| 16 | Полтавська область        | 147                            | Кулініч Олег Іванович                              | 43,32 %        | самовисування                 |
| 16 | Полтавська область        | 148                            | Пилипенко Володимир Пилипович                      | 47.41 %        | самовисування                 |
| 16 | Полтавська область        | 149                            | Лелюк Олексій Володимирович                        | 35,67 %        | Партія регіонів               |
| 16 | Полтавська область        | 150                            | Жеваго Костянтин Валентинович                      | 61,20 %        | самовисування                 |
| 16 | Полтавська область        | 151                            | Кутовий Тарас Вікторович                           | 41.27 %        | УДАР                          |
| 17 | Рівненська область        | 152                            | Осуховський Олег Іванович                          | 39,75 %        | Свобода                       |
| 17 | Рівненська область        | 153                            | Вознюк Юрій Володимирович                          | 48.32 %        | Батьківщина                   |
| 17 | Рівненська область        | 154                            | Королюк Валентин Анатолійович                      | 38,25 %        | Батьківщина                   |
| 17 | Рівненська область        | 155                            | Сорока Микола Петрович                             | 32.76 %        | Партія регіонів               |
| 17 | Рівненська область        | 156                            | Кучерук Микола Герасимович                         | 32.17 %        | Батьківщина                   |
| 18 | Сумська область           | 157                            | Медуниця Олег Вячеславович                         | 41,75 %        | Ватьківщина                   |
| 18 | Сумська область           | 158                            | Волков Олександр Михайлович                        | 40.14 %        | самовисування                 |
| 18 | Сумська область           | 159                            | Деркач Андрій Леонідович                           | 63,26 %        | Партія регіонів               |
| 18 | Сумська область           | 160                            | Молоток Ігор Федорович                             | 31,50 %        | самовисування                 |
| 18 | Сумська область           | 161                            | Шульга Володимир Петрович                          | 42.70 %        | Батьківщина                   |
| 18 | Сумська область           | 162                            | Купрейчик Ірина Валеріївна                         | 34.55 %        | Батьківщина                   |
| 19 | Тернопільська область     | 163                            | Кайда Олексій Петрович                             | 56,65 %        | Свобода                       |
| 19 | Тернопільська область     | 164                            | Головко Михайло Йосифович                          | 45.33 %        | Свобода                       |
| 19 | Тернопільська область     | 165                            | Бойко Володимир Богданович                         | 39.52 %        | Батьківщина                   |
| 19 | Тернопільська область     | 166                            | Апостол Михайло Володимирович                      | 38.97 %        | Батьківщина                   |
| 19 | Тернопільська область     | 167                            | Стойко Іван Михайлович                             | 33.56 %        | Батьківщина                   |
| 20 | Харківська область        | 168                            | Писаренко Валерій Володимирович                    | 43,44 %        | Партія регіонів               |
| 20 | Харківська область        | 169                            | Бережна Ірина Григоріївна                          | 41,82 %        | Партія регіонів               |
| 20 | Харківська область        | 170                            | Святаш Дмитро Володимирович                        | 38,39 %        | Партія регіонів               |
| 20 | Харківська область        | 171                            | Горіна Ірина Анатоліївна                           | 46,31 %        | Партія регіонів               |
| 20 | Харківська область        | 172                            | Мисик Володимир Юрійович                           | 51,97 %        | Партія регіонів               |
| 20 | Харківська область        | 173                            | Денисенко Анатолій Петрович                        | 50,60 %        | Партія регіонів               |
| 20 | Харківська область        | 174                            | Фельдман Олександр Борисович                       | 58.57 %        | Партія регіонів               |
| 20 | Харківська область        | 175                            | Кацуба Володимир Михайлович                        | 54.17 %        | Партія регіонів               |
| 20 | Харківська область        | 176                            | Шенцев Дмитро Олексійович                          | 58,57 %        | Партія регіонів               |
| 20 | Харківська область        | 177                            | Остапчук Віктор Миколайович                        | 56.82 %        | Партія регіонів               |
| 20 | Харківська область        | 178                            | Добкін Дмитро Маркович                             | 65.11 %        | Партія регіонів               |
| 20 | Харківська область        | 179                            | Гіршфельд Анатолій Мусійович                       | 45.16 %        | Партія регіонів               |
| 20 | Харківська область        | 180                            | Біловол Олександр Миколайович                      | 55,32 %        | Партія регіонів               |
| 20 | Харківська область        | 181                            | Мураєв Євгеній Володимирович                       | 56,15 %        | Партія регіонів               |
| 21 | Херсонська область        | 182                            | Сальдо Володимир Васильович                        | 37.90 %        | Партія регіонів               |
| 21 | Херсонська область        | 183                            | Путілов Андрій Станіславович                       | 38,60 %        | УДАР                          |
| 21 | Херсонська область        | 184                            | Дмитрук Микола Ілліч                               | 19,97 %        | Партія регіонів               |
| 21 | Херсонська область        | 185                            | Опанащенко Михайло Володимирович                   | 25,31 %        | Партія регіонів               |
| 21 | Херсонська область        | 186                            | Негой Федір Федорович                              | 30.52 %        | самовисування                 |
| 22 | Хмельницька область       | 187                            | Лукашук Олег Григорович                            | 40.34 %        | Батьківщина                   |
| 22 | Хмельницька область       | 188                            | Лабазюк Сергій Петрович                            | 28.39 %        | самовисування                 |
| 22 | Хмельницька область       | 189                            | Сабій Ігор Михайлович                              | 19.39 %        | Свобода                       |
| 22 | Хмельницька область       | 190                            | Буряк Сергій Васильович                            | 42.65 %        | самовисування                 |
| 22 | Хмельницька область       | 191                            | Бондар Віктор Васильович                           | 25.40 %        | самовисування                 |
| 22 | Хмельницька область       | 192                            | Герега Олександр Володимирович                     | 58.04 %        | самовисування                 |
| 22 | Хмельницька область       | 193                            | Мельниченко Володимир Володимирович                | 44.05 %        | самовисування                 |
| 23 | Черкаська область         | 194                            |                                                    | Перевибори     |                               |
| 23 | Черкаська область         | 195                            | Зубик Володимир Володимирович                      | 43.80 %        | самовисування                 |
| 23 | Черкаська область         | 196                            | Бобов Геннадій Борисович                           | 42.73 %        | Партія регіонів               |
| 23 | Черкаська область         | 197                            |                                                    | Перевибори     |                               |
| 23 | Черкаська область         | 198                            | Тимошенко Віктор Анатолійович                      | 29.40 %        | самовисування                 |
| 23 | Черкаська область         | 199                            | Ничипоренко Валентин Миколайович                   | 28.74 %        | самовисування                 |
| 23 | Черкаська область         | 200                            | Яценко Антон Володимирович                         | 29.90 %        | Партія регіонів               |
| 24 | Чернівецька область       | 201                            | Федорук Микола Трохимович                          | 52.04 %        | Батьківщина                   |
| 24 | Чернівецька область       | 202                            | Фищук Олександр Георгійович                        | 40,31 %        | Батьківщина                   |
| 24 | Чернівецька область       | 203                            | Федоряк Геннадій Дмитрович                         | 51,73 %        | Партія регіонів               |
| 24 | Чернівецька область       | 204                            | Семенюк Артем Олексійович                          | 57,54 %        | Партія регіонів               |
| 25 | Чернігівська область      | 205                            | Дубіль Валерій Олександрович                       | 50.20 %        | Батьківщина                   |
| 25 | Чернігівська область      | 206                            | Атрошенко Владислав Анатолійович                   | 40,63 %        | самовисування                 |
| 25 | Чернігівська область      | 207                            | Рибаков Ігор Олександрович                         | 38,13 %        | самовисування                 |
| 25 | Чернігівська область      | 208                            | Ляшко Олег Валерійович                             | 55.67 %        | Радикальна Партія Олега Ляшка |
| 25 | Чернігівська область      | 209                            | Куровський Іван Іванович                           | 46.52 %        | самовисування                 |
| 25 | Чернігівська область      | 210                            | Рудьковський Микола Миколайович                    | 34.04 %        | самовисування                 |
| 26 | Київ                      | 211                            | Терьохін Сергій Анатолійович                       | 30.40 %        | Батьківщина                   |
| 26 | Київ                      | 212                            | Ярема Віталій Григорович                           | 30,22 %        | Батьківщина                   |
| 26 | Київ                      | 213                            | Яворівський Володимир Олександрович                | 36,66 %        | Батьківщина                   |
| 26 | Київ                      | 214                            | Чумак Віктор Васильович                            | 38.91 %        | УДАР                          |
| 26 | Київ                      | 215                            | Іллєнко Андрій Юрійович                            | 33,14 %        | Свобода                       |
| 26 | Київ                      | 216                            | Ляпіна Ксенія Михайлівна                           | 29.27 %        | Батьківщина                   |
| 26 | Київ                      | 217                            | Бригинець Олександр Михайлович                     | 31,75 %        | Батьківщина                   |
| 26 | Київ                      | 218                            | Ар'єв Володимир Ігорович                           | 38,85 %        | Батьківщина                   |
| 26 | Київ                      | 219                            | Бондаренко Володимир Дмитрович                     | 44,20 %        | Батьківщина                   |
| 26 | Київ                      | 220                            | Чорноволенко Олександр Віленович                   | 31,57 %        | Батьківщина                   |
| 26 | Київ                      | 221                            | Ємець Леонід Олександрович                         | 30,52 %        | Батьківщина                   |
| 26 | Київ                      | 222                            | Андрієвський Дмитро Йосипович                      | 33.87 %        | Батьківщина                   |
| 26 | Київ                      | 223                            |                                                    | Перевибори     |                               |
| 27 | Севастополь               | 224                            | Лебедєв Павло Валентинович                         | 42,64 %        | Партія регіонів               |
| 27 | Севастополь               | 225                            | Колесніченко Вадим Васильович                      | 43,01 %        | Партія регіонів               |

1 Після обробки 100% протоколів на сервері ЦВК кандидат від Батьківщини Іван Мельничук отримав 33,41%, а його опонент самовисуванець Віктор Жеребнюк — 33,21%. Пізніше дані змінені і переможцем став Жеребнюк.
2 Після обробки 100% протоколів на сервері ЦВК кандидат від Батьківщини Аркадій Корнацький отримав перемогу в ОВО 032. Пізніше дані змінені і переможцем став регіонал Віталій Травянко.
Із 42 депутатів-мажоритарників, що балотувалися як «безпартійні», сім є чинними депутатами від Партії регіонів або членами їхніх родин:
- № 18 Григорій Калетник (народний депутат від ПР)
- № 21 Степан Івахів (депутат Волинської облради від ПР)
- № 142 Антон Кіссе (депутат Одеської облради від ПР)
- № 193 Володимир Мельниченко (депутат Хмельницької облради від ПР)
- № 195 Володимир Зубик (народний депутат від ПР)
- № 198 Віктор Тимошенко (депутат Вінницької облради від ПР)

Ще три обрані мажоритарники є депутатами від партій-партнерів Партії регіонів або членами їхніх родин:
- № 108 Валерій Мошенський (депутат Київської міськради від Народної партії)
- № 188 Сергій Лабазюк (депутат Хмельницької облради від Народної партії)
- № 192 Олександр Герега (чоловік Галини Гереги, депутата Київської міськради від Громадського активу Києва)

Ще 10-12 безпартійних (серед яких, наприклад, № 14 Віктор Жеребнюк, голова Деснянської районної адміністрації, призначений на цю посаду Президентом, тощо) ймовірно увійдуть до фракції Партії регіонів або коаліції з ними. Крім того велика ймовірність створення коаліції фракції Партії регіонів з Комуністичною партією України (32 депутатів), Народною партією України (2 депутати), партії "Союз" (1) та Єдиний центр (3). Таким чином без урахування п'яти депутатських мандатів, які будуть зайняті після переголосування, в коаліцію Партії регіонів та КПУ ввійдуть 240–242 депутати.

### Закордонний виборчий округ
Результати в ЗВО:

## Проблеми з підрахунком голосів на окремих виборчих округах

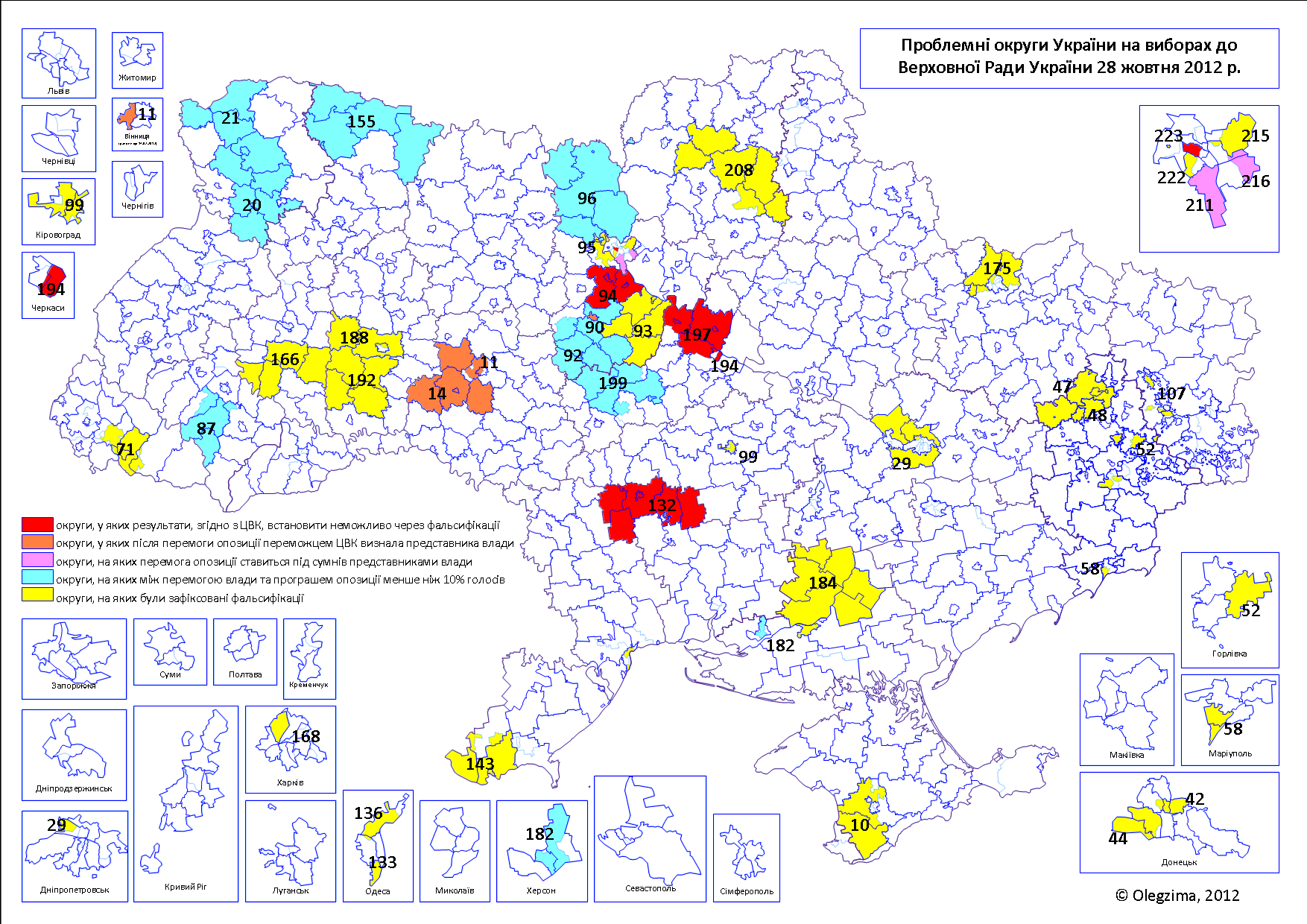
Проблемні округи на виборах 28 жовтня 2012 року

Виборчі округи, на яких через чисельні фальсифікації, згідно з постановою ЦВК, визначити неможливо:
- № 94 сайт pravda.com.ua [Архівовано 6 листопада 2012 у Wayback Machine.]
- № 132 сайт pravda.com.ua [Архівовано 7 листопада 2012 у Wayback Machine.]
- № 194 сайт pravda.com.ua [Архівовано 5 листопада 2012 у Wayback Machine.]
- № 197 сайт pravda.com.ua [Архівовано 6 листопада 2012 у Wayback Machine.]
- № 223 сайт pravda.com.ua [Архівовано 7 листопада 2012 у Wayback Machine.]

Виборчі округи, на яких були зафіксовані фальсифікації:
- № 10 сайт maidanua.org
- № 11 сайт maidanua.org, сайт maidanua.org[недоступне посилання з липня 2019], сайт maidanua.org[недоступне посилання з липня 2019]
- № 14 сайт maidanua.org[недоступне посилання з липня 2019], сайт maidanua.org[недоступне посилання з липня 2019]
- № 21 сайт maidanua.org[недоступне посилання з липня 2019], сайт maidanua.org[недоступне посилання з липня 2019]
- № 29 сайт maidanua.org[недоступне посилання з липня 2019]
- № 42 сайт maidanua.org[недоступне посилання з липня 2019]
- № 44 сайт maidanua.org[недоступне посилання з липня 2019]
- № 47 сайт maidanua.org[недоступне посилання з липня 2019]
- № 48 сайт maidanua.org[недоступне посилання з липня 2019], сайт maidanua.org[недоступне посилання з липня 2019], сайт maidanua.org[недоступне посилання з липня 2019]
- № 52 сайт maidanua.org[недоступне посилання з липня 2019]
- № 58 сайт maidanua.org[недоступне посилання з липня 2019], сайт maidanua.org[недоступне посилання з липня 2019]
- № 71 сайт maidanua.org[недоступне посилання з липня 2019], сайт maidanua.org[недоступне посилання з липня 2019], сайт maidanua.org[недоступне посилання з липня 2019], сайт maidanua.org[недоступне посилання з липня 2019]
- № 90 справжній протокол ДВК (дані з якого не збігаються з даними ЦВК)[недоступне посилання з червня 2019], відео з чергами по гроші за голоси, сайт electua.org
- № 93 сайт maidanua.org[недоступне посилання з липня 2019]
- № 95 сайт maidanua.org[недоступне посилання з липня 2019]
- № 99 сайт maidanua.org[недоступне посилання з липня 2019]
- № 107 сайт maidanua.org[недоступне посилання з липня 2019]
- № 133 сайт maidanua.org[недоступне посилання з липня 2019], сайт maidanua.org[недоступне посилання з липня 2019]
- № 136 сайт maidanua.org[недоступне посилання з липня 2019]
- № 143 сайт maidanua.org[недоступне посилання з липня 2019]
- № 155 сайт maidanua.org[недоступне посилання з липня 2019]
- № 166 сайт maidanua.org[недоступне посилання з липня 2019]
- № 168 сайт maidanua.org[недоступне посилання з липня 2019]
- № 175 сайт maidanua.org
- № 184 сайт maidanua.org[недоступне посилання з липня 2019]
- № 188 сайт maidanua.org
- № 192 сайт maidanua.org
- № 208 сайт maidanua.org[недоступне посилання з липня 2019]
- № 215 сайт maidanua.org[недоступне посилання з липня 2019], сайт maidanua.org[недоступне посилання з липня 2019]
- № 222 сайт maidanua.org[недоступне посилання з липня 2019]

На сайті ЦВК, вже після обробки 100 % протоколів, переможців з партії Батьківщина у ОВО № 14 і ОВО № 132 (Мельничук і Корнацький) змінили на користь самовисуванця (Жеребнюк) і «регіонала» (Травянко). У ОВО № 184 без кворуму Новокаховська окружна виборча комісія затвердила переможцем в окрузі представника Партії регіонів Миколу Дмитрука, котрий згідно з даними мав на 98 голосів більше ніж у самовисуванця Вінника. Хоча невдовзі заступник голови ЦВК Андрій Магера спростував інформацію про махінації та назвав цю ситуацію помилкою при заповненні в обласній виборчій комісії. 2 листопада Жанна Усенко-Чорна з ЦВК заявила що в деяких округах треба визнати результати недійсними і повторити голосування. Також, член ЦВК Михайло Охендовський сказав що в окремих округах ЦВК, можливо, не зможе встановити результати виборів.

### 90-й виборчий округ
За понад півтора місяці до виборів голова Київського обласного відділення Комітету виборців України Юрій Бут повідомив про можливі фальсифікації на виборчому окрузі № 90 «на етапі обробки інформації по результатам голосування на виборчих дільницях шляхом її спотворення». На його думку, про це свідчили факти призначення головою ОВК дискредитованої особи — Валентини Підгайної — та заміни системного програміста, яким, одночасно зі зміною голови ОВК, став Ковтун Ілля Павлович.
Унаслідок, хоча за офіційними даними ЦВК на окрузі № 90 (м. Біла Церква) депутат Віталій Чудновський переміг узгодженого кандидата від опозиційних сил Олександра Марченка (представник ВО «Свобода», загинув захищаючи Київ у березні 2022) на 322 голоси, спостерігачі та інші кандидати в депутати стверджують, що за протоколами засідань ДВК з мокрими печатками переміг саме кандидат Марченко на понад 1300 голосів, а на сервер ЦВК було внесено неправдиві дані. Позовні заяви було подано об'єднанням «Свобода» до суду. За словами кандидата Марченка фальсифікації очолювалися головою окружної виборчої комісії Валентиною Підгайною, на яку безпосередньо мав вплив голова Київської ОДА та член Партії регіонів Анатолій Присяжнюк.
1 листопада розпочалося судове засідання у Київському окружному адміністративному суді щодо фальсифікації результатів голосування на виборчому окрузі № 90. У приміщенні суду знаходилися кілька десятків людей «спортивної статури», зареєстрованих як представники ЗМІ, котрі перешкоджали роботі журналістів. Зокрема так звані «представники ЗМІ» не пускали журналістів «5 каналу» у приміщення суду. Принаймні частина цих осіб представляла інтереси Віталія Чудновського. Раніше близько 100 молодиків подібної зовнішності також бачили біля одного з пунктів видачі грошей за «куплені» голоси на його користь.
3 листопада о 2:45 суд ухвалив рішення задовольнити позов Олександра Марченка лише частково: у частині про ненадання копій протоколів членам ОВК. Розходження результатів голосування у протоколах ДВК та підсумкових протоколах, які ОВК надала ЦВК, було повністю проігнороване.
3 листопада Олександр Марченко оскаржив це рішення у Київському апеляційному адміністративному суді. Суд відмовився заслуховувати покази членів ДВК 90-го округу, які заявили про фальсифікації, та переглядати долучений до справи відеозапис із ОВК, на якому зачитувалися дільничні протоколи. 5 листопада суд ухвалив рішення не задовольнити позовну заяву кандидата Марченка.
5 листопада заступник голови ЦВК Жанна Усенко-Чорна висловила думку, що на окрузі № 90 вибори слід визнати недійсними. Того ж дня Світовий конгрес українців опублікував звіт про виявлення його місією спостерігачів сфальсифікованого результату на окрузі № 90, оскільки є серйозні розбіжності між даними сайту ЦВК та протоколами дільниць.

### 94-й виборчий округ
Члени комісії ОВК94, хоч і представляють різні партії, але протягом всього передвиборчого періоду загалом голосували у співвідношенні приблизно 12 до 4 не на користь опозиції. В такий спосіб за кілька тижнів до виборів вони звільнили одного з членів комісії Юрія Котолевського, якого за очі називали «совістю ОВК». Також до виборів комісія вирішила не визнавати агітацією запис звернення Тетяни Засухи до вчителів та учнів, яке крутили 1 вересня по всіх школах округу, з порушенням законодавства (стаття 74).
94-й округ з центром в Обухові виявився один з небагатьох, де на третій день після виборів окружна виборча комісія навіть не наблизилася до позначки в 100% оброблених протоколів.
Основна боротьба тут розгорілася між представником Об'єднаної Опозиції, Віктором Романюком, та представником Партії Регіонів, Тетяною Засухою. За інформацією, поданою на офіційному сайті ЦВК, станом на 29 жовтня 2012 року при 97,79% оброблених протоколів Романюк мав 38 632 голоси, а Засуха лише 30 114.
Команда Засухи у складі підставних «спостерігачів», яких ніхто не бачив під час виборів на виборчих дільницях, подала до суду 28 скарг з метою визнати вибори недійсними на 17 дільницях Обухівського району і 11 дільницях Васильківського району (загалом 28 позовів), де Віктор Романюк отримав переконливу перемогу. Всі ці заяви написані з одним і тим же формулюванням: визнання протиправним рішення ДВК щодо неправомірного недопущення на засідання офіційного спостерігача, хоча жодного протоколу ДВК про такі рішення немає. Голова дільничної комісії 320308 в окрузі№ 94 розповів, що у позові проти ДВК свідками виступили спостерігачі від Партії регіонів Глізнуца і Троцюк, чиї підписи у позові та на рішеннях ДВК істотно відрізняються, або просто були підроблені. Готувати документи до суду підсадним «спостерігачам» від Тетяни Засухи і Партії регіонів допомагав адвокат Іван Назаров, який сидів з ними в автобусі.
Заради того, щоб зареєструвати ці заяви, без оголошення паузи засідання перервалося, а секретар ОВК Андрій Блануца зник. Через якийсь час представники ДВК та довірені особи Романюка знайшли секретаря за реєстрацією скарг, що приніс адвокат. В разі виявлення фактів «неправомірного недопущення спостерігачів від партій», підтверджених рішенням суду, ЦВК мало право визнати голосування недійсним. На засідання ОВК Засуха прибула разом з загоном «Беркуту», після того як її адвокати завезли туди рішення Київського апеляційного адміністративного суду. Засуха наказала міліції «вигнати з зали всіх, хто заважає». Міліція навіть кинулась виконувати цей наказ, але коли зустріла депутатів від Батьківщини, відійшла. Унаслідок ОВК ухвалило визнати вибори недійсними на 28 дільницях (просто викреслило голоси більше ніж 30 тисяч людей, які проголосували в день виборів, тобто 35,8% усього населення районів, залишивши результати за всіми СІЗО та психо-неврологічними установами) й у такий спосіб присудило перемогу на цьому окрузі Тетяні Засусі (24 555 голосів — зменшено на 5 559 голосів від попереднього підрахунку, опублікованого на сайті ЦВК), а за Віктора Романюка нарахували 23 386 голосів (зменшено на 15 246 голосів від попереднього підрахунку, опублікованого на сайті ЦВК). Математичне моделювання показало високу ймовірність вкидання голосів на ОВК 94 за Тетяну Засуху.
Невраховані міста та села 94-го виборчого округу:
- смт Глеваха Васильківського району (цілком)
- с. Данилівка Васильківського району (55% населення)
- с. Трипілля та с. Германівка Обухівського району (цілком) та 61% населення пгт Козин Обухівського району
- м. Обухів (76,4% населення — 10 із 15 дільниць)
- м. Українка (57,1% населення — 4 із 8 дільниць)
- м. Васильків (30,3% населення — 5 із 18 дільниць)

Пройшовши всі судові інстанції в Україні, кандидат від Об'єднаної опозиції представник «Батьківщини» Віктор Романюк звернувся зі скаргою на рішення ОВК № 94 до Європейського суду з прав людини.

### 132-й виборчий округ
Одномандатний виборчий округ № 132 охоплює: місто Первомайськ, Арбузинський, Братський, Врадіївський, Кривоозерський, Первомайський райони Миколаївської області.
Головна боротьба на виборах розгорнулась між кандидатом від опозиції, представником партії ВО "Батьківщина" Аркадієм Корнацьким та представником Партії регіонів Віталієм Травянко.
Після підрахунку 100% протоколів на офіційному порталі Центральної виборчої комісії були змінені результати на корист провладного кандидата.

### 194-й виборчий округ
Виборчий округ № 194 охоплює частину м. Черкаси. Станом на 01.11.2012 р. на сайті ЦВК повідомлялось про обробку 100% бюлетенів по округу № 194 та про перемогу Миколи Булатецького (балотувався від ВО «Батьківщина») з результатом 40,79% голосів, який випередив свого основного конкурента Валентину Жуковську (балотувалася як самовисуванець). Надалі результати виборів були уточнені. У підсумку ЦВК визнала, що встановити результати виборів у 194 окрузі неможливо.

### 197-й виборчий округ
Одномандатний виборчий округу № 197 охоплює: Соснівський район м. Черкаси, Золотоніський, Канівський, Черкаський райони Черкаської області. Головна боротьба за перемогу розгорнулася між Богданом Губським (балотувався як самовисуванець) та Леонідом Даценко (балотувався від ВО «Батьківщина»). За попереднім підрахунком голосів, перемогу отримував Леонід Даценко. Підрахунок голосів супроводжувався скандалами, затримками у підрахунку голосів та призначенням нового складу ОВК. Згодом ОВК назвала переможцем Богдана Губського. У підсумку ЦВК визнала, що встановити результати виборів у 197 окрузі неможливо.

### 223-й виборчий округ

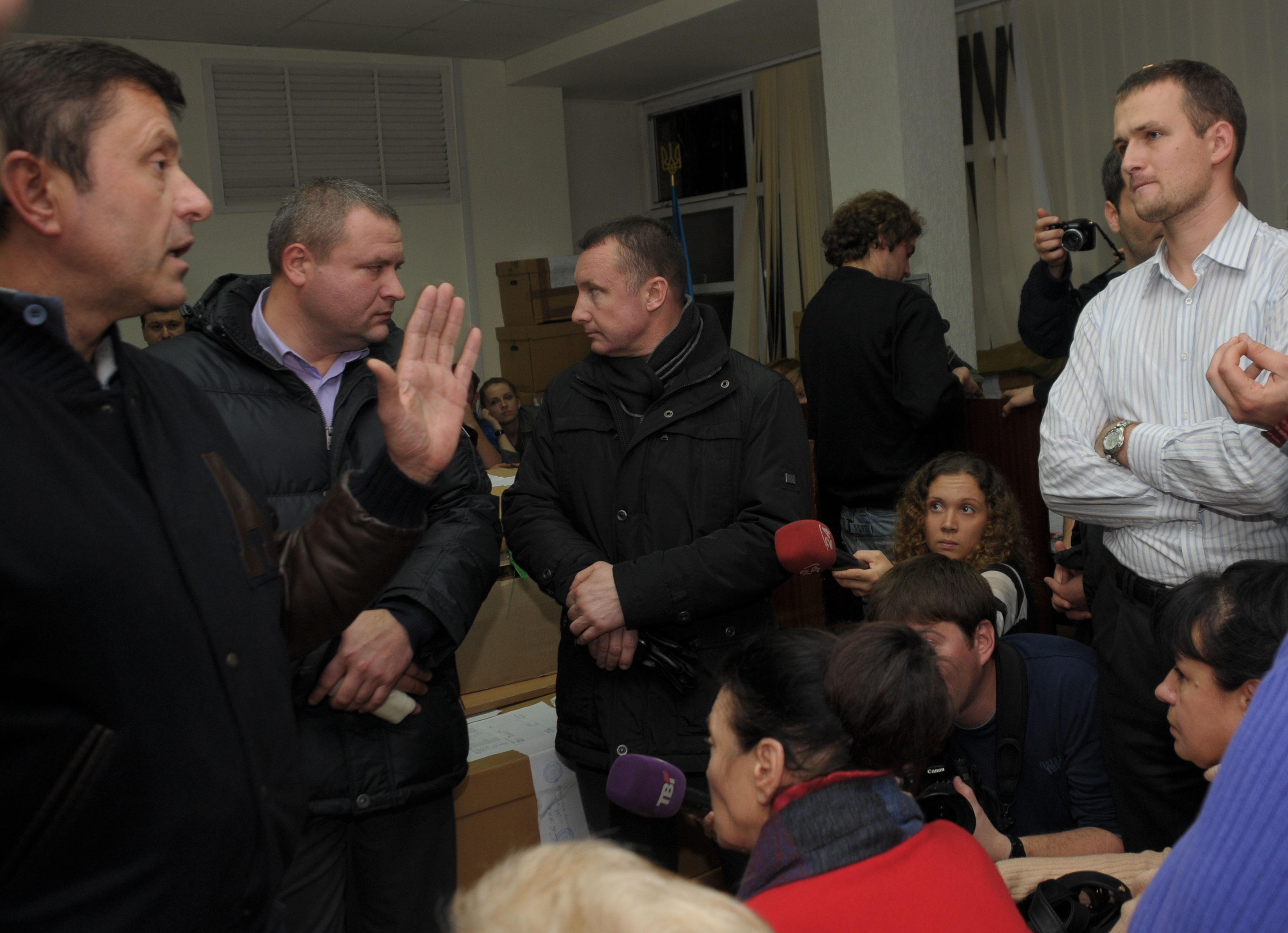
Віктор Пилипишин (ліворуч) та Юрій Левченко у приміщенні ОВК № 223

Комісія виборчого округу № 223, що у Шевченківському районі Києва, вже біля тижня встановлює результати виборів. Українці дивляться пряму трансляцію засідання ОВК 223, як серіал. Основна боротьба тут розгорнулася між представником партії «Свобода», Юрієм Левченком (депутат Вишгородської райради, за фахом економіст — закінчив Лондонську школу економіки та магістратуру в Магдебурзькому університеті), та самовисуванцем Віктором Пилипишином (колишній керівник райадміністрації), проти якого у квітні 2011 року прокуратура Києва порушила кримінальну справу за перевищення влади, що заподіяли збитки на суму понад 15 мільйонів гривень. Перед виборами виборцям 223 округу були запропоновані чай, мед, чашки та святкові концерти від Пилипишина. Один з кандидатів, Вадим Гладчук, оскаржив у суді дарування виборцям чаю та чашок, але Окружний адміністративний суд міста Києва визнав такі дії Пилипишина законними.
Перший скандал на цьому окрузі розпочався у понеділок, коли окружком № 223 на столичних Нивках почав приймати перші протоколи з дільниць. Виявилося, що на засіданні члени комісії зачитували правильні цифри, а от у комп'ютер вносили інші (за словами Левченко результат Пилипишина збільшували за рахунок голосів, поданих за інших кандидатів). Наступного дня ОВК 223 радо приймав протоколи, де була зафіксована перемога Пилипишина, а протоколи «за» Левченка почали відправляти на уточнення або на перерахунок (комісія ухвалювала рішення про перерахунок голосів з найменшого приводу). Проте, незважаючи на такі дії комісії, за результатами паралельного підрахунку голосів за допомогою протоколів з «мокрими» печатками, Левченко переміг Пилипишина на 930 голосів. У вівторок ввечері в залі ОВК 223 сталася перша серйозна бійка, після якої й народилося нове словосполучення — «молоді журналісти кримінальної зовнішності» (люди спортивної статури з підробленими журналістськими посвідченнями, яких «свободівці» почали величати «братками Пилипишина»).
Далі ОВК 223 відверто затягувала обрахунок голосів, кволо приймаючи протоколи, і намагаючись продавлювати рішення про перерахунок. «Свобода» виступала з заявами про фальсифікації. Раз на 15 хвилин спалахували скандали, які ще більше затягували процес.
В середу ввечері до ОВК 223 знову приїхали «молоді журналісти кримінальної зовнішності», які чомусь вирішили заблокувати вихід з будівлі, вишикувавшись у дверях. Міліціонери намагалися їх вивести, а «Свобода» вирішила допомогти. В цей момент у невеличкому приміщенні зали засідань ОВК 223 хтось розпилив сльозогінний газ. В залі знаходитися було майже неможливо й ОВК 223 припинила роботу. Ззовні вхід до будівлі оточив «Беркут».
Відразу після цього інциденту до ОВК 223 приїхав Віктор Пилипишин. Оскільки «молодих журналістів» пов'язували з ним, то даний інцидент скидався на демонстрацію сили. Одним з «журналістів» був віце-чемпіон Європи з греко-римської боротьби та віце-чемпіон світу з бойового самбо Костянтин Стрижак.
Ніч з середи на четвер ОВК 223 вирішило перенести виборчу документацію у окрему кімнату, що суперечило «Закону про вибори» (документація повинна зберігатися у робочому залі комісії). Побоюючись, що людям Пилипишина так буде простіше знищити бюлетені, «свободівці» категорично заявили, що вони не дадуть виносити коробки з зали засідань. Комісія припинила свою роботу й почала її лише в четвер близько 19:00. ОВК 223 почала відправляти на перерахунок протоколи, які вже були уточнені й вечір четверга позначився черговими бійками..
2-го листопада 2012 року ЦВК одностайно проголосувала за припинення повноважень голови ОВК 223, Юрія Литвишка, за «грубе порушення законодавства про вибори» й новою головою комісії призначено її члена Ольгу Гагарін. 3-го листопада було оскаржено рішення суду щодо перерахунку голосів на 10 дільницях в ОВК 223. Біля будівлі ОВК зібралися близько 150 прихильників ВО «Свобода» та близько сотні «молодих журналістів кримінальної зовнішності». ОВК 223 не працює через відсутність кворуму. Того ж дня київський апеляційний адміністративний суд частково задовольнив позов Пилипишина визнавши бездіяльність ОВК 223, проте відмовився дозволити витребування протоколів по 223 округу та доставлення їх до ЦВК для перерахування бюлетенів по 11 дільницях саме у приміщенні ЦВК.
У неділю ОВК № 223 змогла прийняти тільки 3 з 4 уточнених протоколів дільничних виборчих комісій.

## Оцінка виборів

### Оцінка виборів спостерігачами
Місії спостерігачів ОБСЄ, ПАРЄ, і США розкритикували вибори в Україні. Міжнародні спостерігачі оцінили, що підрахунок голосів досить непрозорий. «Спільна справа» заявила, що результати ЦВК сфальсифіковані по 35 округах. ElectUA повідомила, що найбільшими порушеннями в день виборів були «каруселі» і тиск на виборців. Заступник голови ЦВК Жанна Усенко-Чорна заявила, що вибори були найбруднішими в історії України через «жахливу» фазу підрахунку голосів. За словами Юлії Тимошенко, парламентські вибори-2012 виявились найбільш нечесними виборами в Україні. Юрій Луценко закликав визнати вибори, хоча вони були сфальсифіковані, заради прийдешніх виборів президента 2015 року.

#### Доповідь ОБСЄ
В остаточному звіті спостережної місії ОБСЄ, що вийшла на початку 2013 року, парламентські вибори 2012 в Україні були позначені недостатнім рівнем змагальності.
Документ також містить низку рекомендацій українській стороні щодо поліпшення ситуації. Зокрема, у доповіді йдеться, що на виборах були зловживання державними ресурсами, відсутність прозорості кампанії і фінансування партій, а також і відсутність збалансованого висвітлення в ЗМІ.
БДІПЛ наголошує, що закон про вибори народних депутатів, ухвалений у листопаді 2011 року, містить ряд поліпшень і міг забезпечити міцну основу для проведення демократичних виборів у разі його правильної реалізації. Міжнародні спостерігачі вважають, що подальші поліпшення законодавства необхідні для того, щоб повністю відповідати зобов'язанням, взятим перед ОБСЄ та іншими міжнародними організаціями. Серед проблем, зазначених в доповіді, можливість кандидатів повністю користуватися своїми правами, фінансування виборчих кампаній і ефективніші санкції за серйозні порушення закону.
Крім того, в доповіді йдеться про те, що нездатність основних лідерів опозиції висунути свої кандидатури, що стало наслідком їхніх судимостей, підданих критиці з боку низки європейських парламентських інституцій, негативно позначилася на виборчому процесі і суперечить зобов'язанням ОБСЄ.
ОБСЄ рекомендує для підвищення прозорості, неупередженості та незалежності діяльності виборчих комісій проводити всі засідання відкрито, "без зустрічей за закритими дверима". У доповіді також пропонується посилити механізми контролю для запобігання можливими зловживаннями адміністративними ресурсами, зокрема, використання офіційних заходів для політичної агітації, аж до можливості притягнення винних у таких зловживаннях до відповідальності.
Інші рекомендації стосуються забезпечення збалансованого висвітлення виборів у ЗМІ, підвищення прозорості та підзвітності партій і фінансування виборчої кампанії, а також спрощення процесу вирішення виборчих спорів.
У заяві Міністерства закордонних справ України щодо цього звіту йдеться, що деякі оцінки доповіді носять "помітне політичне забарвлення".

### Голосування у психоневрологічних та пенітенціарних закладах
Історично в психоневрологічних та пенітенціарних закладах адміністративний тиск значно вище середнього по країні, так при середньому результаті Партії регіонів в Донецькій області (максимальний результат для цієї партії серед областей) у 65,09%, результат по психіатричних лікарнях та наркологічних диспансерах 72,9% (у деяких закладах досягає 90,3% — у Макіївській психіатричній лікарні та 93,9% — у Старомихайлівському психоневрологічному інтернаті), а результат по пенітенціарних закладах 80,9% (у деяких закладах досягає 92,9% — у Торецькій виправній колонії № 2 та 93,3% — у Приазовській виправній колонії № 107).
Загалом по країні, за даними сайту ЦВК, з 149 127 чоловік, які були зареєстровані на дільницях у виправних (виховних) колоніях, СІЗО та ІТТ, 139 159 чоловік взяли участь, обравши одну із партій (93,32%), з яких у свою чергу проголосували за партії:
- Партія регіонів — 92 745 (66,65%)
- ВО «Батьківщина» — 15 709 (11,29%)
- УДАР — 9 265 (6,66%)
- КПУ — 5 038 (3,62%)
- Україна — вперед! — 4 625 (3,32%)
- ВО «Свобода» — 2 087 (1,50%)

Таким чином, 1,5% від усіх прихильників Партії регіонів та «Україна — вперед!» на території України є ув'язненими, серед прихильників ВО «Батьківщина» та УДАРу це близько 0,3%, КПУ — 0,2%, Свобода — 0,1%.
За областями підтримка Партії регіонів серед ув'язнених така:
| Область                   | Серед всього населення | Серед ув'язнених | Різниця      | Кіл-сть установ | Максимальна підтримка | Установа з максимальною підтримкою |
| ------------------------- | ---------------------- | ---------------- | ------------ | --------------- | --------------------- | ---------------------------------- |
| Крим                      | 52,34%                 | 74,29%           | у 1,4 рази   | 7               | 81,55%                | ВК 126 (Керч)                      |
| Вінницька область         | 17,38%                 | 85,20%           | у 4,9 раз    | 9               | 95,45%                | ВК 59 (Трудове)                    |
| Волинська область         | 12,92%                 | 42,68%           | у 3,3 рази   | 4               | 82,40%                | ВК 84 (Цумань)                     |
| Дніпропетровська область  | 35,79%                 | 67,09%           | у 1,9 раз    | 17              | 96,88%                | ВЦ 79 (Покров)                     |
| Донецька область          | 65,09%                 | 80,90%           | на 24%       | 24              | 93,32%                | ВК 107 (Маріуполь)                 |
| Житомирська область       | 21,61%                 | 35,34%           | у 1,64 раз   | 7               | 45,23%                | ВК 70 (Бердичів)                   |
| Закарпатська область      | 30,87%                 | 34,86%           | на 13%       | 2               | 46,49%                | УВП 9 (Ужгород)                    |
| Запорізька область        | 40,95%                 | 75,42%           | у 1,84 раз   | 13              | 98,11%                | ВК (Мелітополь)                    |
| Івано-Франківська область | 5,18%                  | 49,42%           | у 9,5 разів  | 4               | 66,01%                | ВК 128 (Галич)                     |
| Київська область          | 21,00%                 | 53,41%           | у 2,5 рази   | 10              | 92,74%                | ВК 115 (Кагарлик)                  |
| Кіровоградська область    | 26,25%                 | 70,37%           | у 2,7 разів  | 5               | 94,74%                | ВЦ 104 (Олександрівка)             |
| Луганська область         | 57,06%                 | 86,53%           | у 1,5 рази   | 18              | 100%                  | ІТТ (Краснодон)                    |
| Львівська область         | 4,70%                  | 18,67%           | у 4 рази     | 8               | 55,71%                | ВК (Самбір)                        |
| Миколаївська область      | 40,51%                 | 61,51%           | у 1,5 рази   | 7               | 77,97%                | ВК 72 (Вознесенськ)                |
| Одеська область           | 41,90%                 | 46,18%           | на 10%       | 7               | 85,73%                | ВК 74 (Одеса)                      |
| Полтавська область        | 21,91%                 | 79,48%           | у 3,6 разів  | 10              | 99,57%                | ВК 65 (Божківське)                 |
| Рівненська область        | 15,80%                 | 44,93%           | у 2,84 разів | 6               | 91,78%                | ВК (Дубно)                         |
| Сумська область           | 21,09%                 | 37,29%           | у 1,77 разів | 5               | 63,56%                | ВЦ 130 (Конотоп)                   |
| Тернопільська область     | 6,40%                  | 66,91%           | у 10,5 разів | 4               | 100%                  | ВК (Бережани)                      |
| Харківська область        | 40,98%                 | 86,43%           | у 2,1 рази   | 15              | 98,50%                | ВК 100 (Темнівка)                  |
| Херсонська область        | 29,34%                 | 51,48%           | у 1,75 разів | 6               | 71,08%                | ВК 61 (Херсон)                     |
| Хмельницька область       | 18,69%                 | 60,67%           | у 3,25 разів | 5               | 72,14%                | ВК 98 (Шепетівка)                  |
| Черкаська область         | 18,65%                 | 65,45%           | у 3,5 рази   | 4               | 84,14%                | СІЗО (Черкаси)                     |
| Чернівецька область       | 20,77%                 | 69,11%           | у 3,33 разів | 2               | 74,26%                | ВК 67 (Сокиряни)                   |
| Чернігівська область      | 20,09%                 | 49,08%           | у 2,45 разів | 7               | 72,48%                | ВК (Прилуки)                       |
| Київ                      | 12,60%                 | 35,92%           | у 2,9 рази   | 2               | 36,00%                | СІЗО (Київ)                        |
| Севастополь               | 46,90%                 | -                | −            | 0               | -                     | -                                  |
| Закордонний округ         | 23,27%                 | -                | −            | 0               | -                     | -                                  |
| Всього                    | 30,00%                 | 66,65%           | у 2,22 рази  | 208             | 100%                  | -                                  |

### Голосування по Закордонному виборчому округу
На Закордонному виборчому округу найбільше голосів набрала ВО «Свобода», на третину відсотка обігнавши Партію регіонів.

### Оцінка виборів українською владою
7 листопада Президент України Віктор Янукович визнав, що вибори пройшли з порушеннями і доручив Генеральному прокурору України Віктору Пшонці проаналізувати факти порушень

## Невизнання результатів виборів та акції протесту
Партії «ВО Батьківщина», «ВО Свобода» та «УДАР» заявили, що можуть не визнати результати виборів через масові фальсифікації на мажоритарних округах на користь провладних кандидатів. Опозиційні партії можуть відмовитися від мандатів і вимагати нові вибори, виключно за партійними списками.
Опозиційні партії закликали небайдужих громадян вийти 5 листопада о 10:00 під ЦВК України на знак протесту проти фальсифікацій.
З скаргою на дії ОВК № 14, аналогічною тій, яку подав Віктор Романюк на рішення ОВК № 94, до Європейського суду з прав людини звернувся кандидат у депутати по цьому 14-му Вінницькому округу від «Батьківщини» Іван Мельничук.

## Проміжні і повторні вибори
15 грудня 2013 року відбулися повторні вибори в 5 округах — 94, 132, 192, 197, 223.

### Межі округів

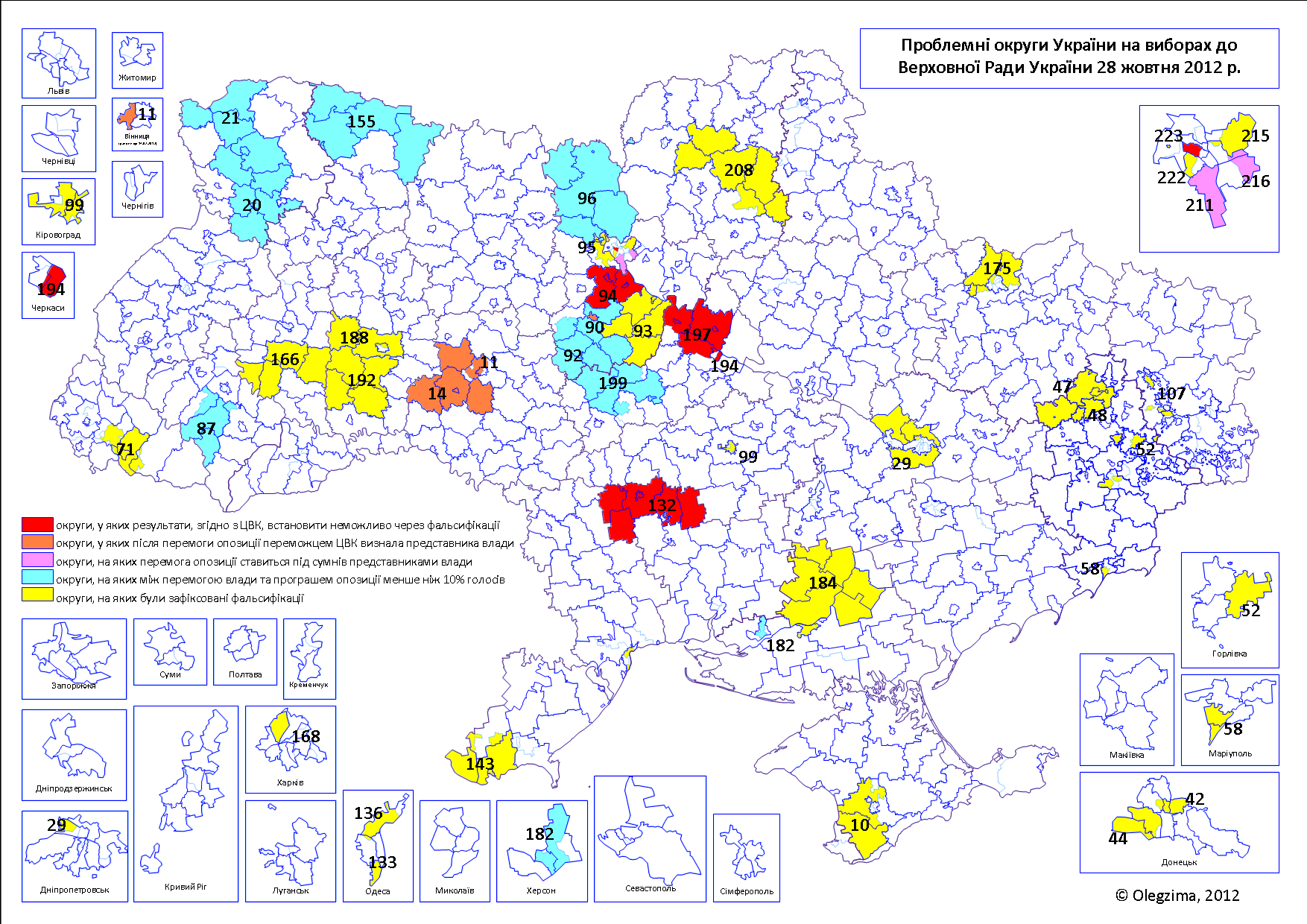
Проблемні округи на парламентських виборах 2012 р. Червоним позначено округи, на яких встановлення результатів було визнане неможливим і де відбудуться повторні вибори

Повторні вибори відбудуться на п'яти одномандатних виборчих округах у Черкаській, Миколаївській, Київській областях та Києві:
- № 94 — міста Обухів, Васильків, Васильківський, Обухівський райони Київської області[125]
- № 132 — місто Первомайськ, Арбузинський, Братський, Врадіївський, Кривоозерський, Первомайський райони Миколаївської області[126]
- № 194 — місто Черкаси (Придніпровський район, частина Соснівського району, виборчі дільниці № 711039 — 711042, 711044, 711049, 711080 — 711100)[127]
- № 197 — міста Канів, Золотоноша, Черкаси (частина Соснівського району, виборчі дільниці № 711030 — 711038, 711068 — 711073), Золотоніський район, частина Канівського (виборчі дільниці № 710264, 710265, 710267 — 710273, 710275 — 710279, 710286, 710288, 710292 — 710297, 710304 — 710309), частина Черкаського (виборчі дільниці № 710691, 710696, 710697, 710700, 710701, 710706, 710709, 710710, 710711 — 710713, 710716 — 710719, 710722 −710725, 710735, 710736) районів Черкаської області[128]
- № 223 — місто Київ (частина Шевченківського району, виборчі дільниці № 800965, 800968 — 800974, 800976 — 801066)[129]

Склад одномандатних виборчих округів:
| округ | регіон               | центр округу | кількість виборчих дільниць | орієнтовна кількість виборців |
| № 94  | Київська область     | Обухів       | 135                         | 151 370                       |
| № 132 | Миколаївська область | Первомайськ  | 184                         | 149 103                       |
| № 194 | Черкаська область    | Черкаси      | 82                          | 293 944                       |
| № 197 | Черкаська область    | Канів        | 146                         |                               |
| № 223 | Київ                 | Київ         | 99                          | 169 295                       |

### Результати
Згідно з офіційними результами ЦВК за підсумками 100% опрацьованих протоколів, у 4 з 5 округів перемогли кандидати-самовисуванці. Лише на 1 окрузі (№ 197) перемога дісталася кандидату від Об'єднаної опозиції.
Округ № 94 (Обухів)
| кандидат                      | висування                     | голосів за | % за  |
| ----------------------------- | ----------------------------- | ---------- | ----- |
| Бадаєв Руслан Геннадійович    | самовисування                 | 53 363     | 58,25 |
| Лозовой Андрій Сергійович     | Радикальна Партія Олега Ляшка | 20 080     | 21,91 |
| Кармазін Юрій Анатолійович    | самовисування                 | 14 000     | 15,28 |
| Романюк Віктор Миколайович    | самовисування                 | 672        | 0,73  |
| Ткаченко Валерій Валентинович | Комуністична партія           | 534        | 0,58  |
| Воронін Дмитро Олександрович  | Партія відродження села       | 295        | 0,32  |
| Пацало Лідія Миколаївна       | самовисування                 | 292        | 0,31  |
| інші кандидати                |                               | 2 374      | 2,62  |

Округ № 132 (Первомайськ)
| кандидат                         | висування           | голосів за | % за  |
| -------------------------------- | ------------------- | ---------- | ----- |
| Круглов Микола Петрович          | самовисування       | 32 947     | 47,85 |
| Корнацький Аркадій Олексійович   | ВО «Батьківщина»    | 31 198     | 45,31 |
| Романюк Анатолій Сергійович      | Комуністична партія | 2 140      | 3,10  |
| Радецький Руслан Станіславович   | самовисування       | 562        | 0,81  |
| Найда Олег Володимирович         | Радикальна партія   | 438        | 0,63  |
| Косоротова Євгенія Іванівна      | самовисування       | 366        | 0,53  |
| Кривенко Юрій Олександрович      | Партія «Родина»     | 347        | 0,50  |
| Артеменков Ілля Іванович         | самовисування       | 248        | 0,36  |
| Влащенко Олександр Володимирович | «Руський блок»      | 245        | 0,35  |
| інші кандидати                   |                     | 351        | 0,56  |

Округ № 194 (Черкаси)
| кандидат                         | висування           | голосів за | % за  |
| -------------------------------- | ------------------- | ---------- | ----- |
| Поплавський Михайло Михайлович   | самовисування       | 37 331     | 53,54 |
| Булатецький Микола Іванович      | ВО «Батьківщина»    | 25 014     | 35,87 |
| Радуцький Олександр Романович    | самовисування       | 1 936      | 2,77  |
| Драгунов Віктор Юрійович         | Комуністична партія | 1 358      | 1,94  |
| Мамалига Володимир Володимирович | самовисування       | 1 194      | 1,71  |
| Арсенюк Олексій Максимович       | самовисування       | 726        | 1,04  |
| Свинаренко Андрій Анатолійович   | самовисування       | 576        | 0,82  |
| Купрієнко Олег Васильович        | Радикальна партія   | 300        | 0,43  |
| Єрьоменко Володимир Миколайович  | самовисування       | 288        | 0,41  |
| Колісник Максим Вікторович       | самовисування       | 224        | 0,32  |
| інші кандидати                   |                     | 771        | 1,15  |

Округ № 197 (Канів)
| кандидат                         | висування                              | голосів за | % за  |
| -------------------------------- | -------------------------------------- | ---------- | ----- |
| Даценко Леонід Миколайович       | Всеукраїнське об'єднання «Батьківщина» | 33 372     | 63,51 |
| Червонописький Сергій Васильович | самовисування                          | 12 243     | 23,30 |
| Роєнко Віктор Григорович         | Комуністична партія України            | 1 584      | 3,01  |
| Губський Андрій Володимирович    | самовисування                          | 967        | 1,84  |
| Данько Людмила Миколаївна        | самовисування                          | 853        | 1,62  |
| Ладан Микола Іванович            | самовисування                          | 832        | 1,58  |
| Тищенко Сергій Олександрович     | Радикальна Партія Олега Ляшка          | 664        | 1,26  |
| Сухобрус Ігор Володимирович      | самовисування                          | 658        | 1,25  |
| інші                             |                                        | 1 367      | 2,63  |

Округ № 223 (Київ)
| кандидат                         | висування             | голосів за | % за  |
| -------------------------------- | --------------------- | ---------- | ----- |
| Пилипишин Віктор Петрович        | самовисування         | 34 684     | 44,89 |
| Левченко Юрій Володимирович      | ВО «Свобода»          | 31 358     | 40,58 |
| Монтян Тетяна Миколаївна         | самовисування         | 2 543      | 3,29  |
| Бузина Олесь Олексійович         | Партія «Руський блок» | 2 409      | 3,11  |
| Левченко Андрій Ілларіонович     | самовисування         | 1 451      | 1,87  |
| Шаповал Ігор Володимирович       | Комуністична партія   | 717        | 0,92  |
| Левченко Владислав Володимирович | самовисування         | 418        | 0,54  |
| Шилова Вікторія Віталіївна       | Радикальна партія     | 329        | 0,42  |
| Артемчук Анатолій Володимирович  | самовисування         | 307        | 0,39  |
| інші                             |                       | 3 048      | 3,99  |

### Проміжні вибори
7 липня 2013 року відбулися проміжні вибори в окрузі № 224 (Севастополь), переміг самовисуванець Новинський Вадим Владиславович.
25 травня 2014 року відбулися проміжні вибори в окрузі № 83 (Івано-Франківська область), переміг Шевченко Олександр Леонідович.